# Transidentité en France
Pour des articles plus généraux, voir Transidentité et LGBTI en France.

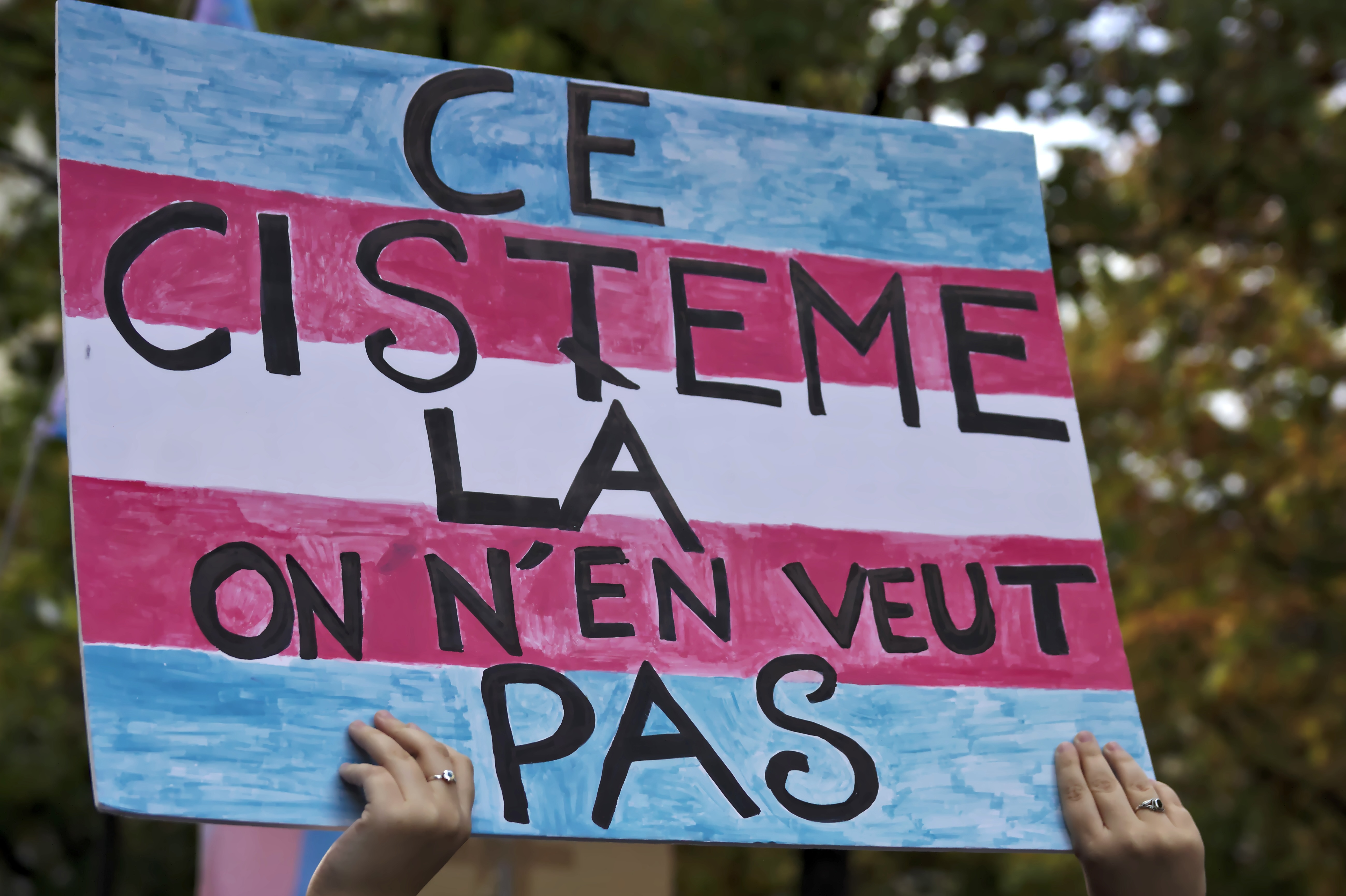
Pancarte lors de l'Existrans 2017 : Ce cistème là, on n'en veut pas. Les couleurs de fond sont celles du drapeau transgenre.

La transidentité en France correspond à l'histoire, la culture, le militantisme et les conditions de vie des personnes transgenres en France. Si des parcours de personnes françaises peuvent être interprétées comme relevant de la transidentité, tels que ceux de Kalonymus ben Kalonymus, Jenny Savalette de Lange ou Violette Morris, l'histoire trans de France commence véritablement lors de la conceptualisation de la transidentité en tant que telle, au début du XXe siècle. Fortement associées à la culture cabaret et à Coccinelle dans les années 1960, les personnes trans s'organisent dans des réseaux d'entraide. En 1992, le changement d'état civil se codifie, imposant hormonothérapie, chirurgie de réattribution sexuelle et suivi psychiatrique. Ces conditions s'assouplissent dans les années 2010 grâce à la mobilisation du militantisme trans, notamment lors de la manifestation annuelle de l'ExistransInter, créée en 1997.
Malgré une visibilité accrue des personnes trans françaises, que ce soit dans le milieu politique, artistique ou des sciences sociales, la vie quotidienne des personnes trans en France reste complexe, marqué par la transphobie, avec des difficultés d'accès à la parentalité et notamment l'interdiction du recours à la procréation médicalement assistée pour les hommes trans, ou le non respect de l'identité de genre des personnes incarcérées.

## Histoire

### Avant 1920
Si le concept de transidentité en tant que tel est développé au cours du XXe siècle, tant les historiens que les personnes trans tracent des parallèles entre des récits ou biographies antérieures et des expériences de la transidentité.
En 1322, le rabbin Kalonymus ben Kalonymus écrit un poème exprimant son désespoir d'être né homme et son envie d'être née femme, tout en qualifiant son pénis de « défaut ».
Parmi les textes hagiographiques médiévaux, comme La Légende dorée de Jacques de Voragines ou le Speculum historiale ou Miroir historial de Vincent de Beauvais figurent des exemples de personnes ayant vécu sous une identité de genre non conforme à leur sexe assigné à la naissance parmi les saints et saintes catholiques, notamment Sainte Marine et Euphrosyne d'Alexandrie,.

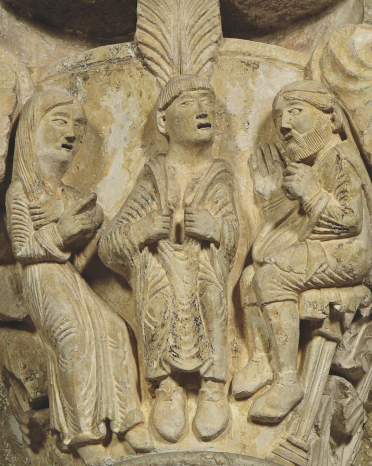
Chapiteau d'Eugénie de Rome lors de son procès, en tonsure et tenue de moine et montrant ses seins.

Un chapiteau, datant des années 1125-1140, à l'intérieur de la basilique de Vézelay en France, montre le moment du procès où le moine Eugène, canonisé par l'Église sous le nom de sainte Eugénie, montre ses seins pour nier une accusation de viol à son encontre. Selon Clovis Maillet, il s'agit d'un cas de transidentité médiéval puisqu'il y a déclaration d'être un homme et vit comme tel. La Légende dorée décrit le moine comme une « femme virile ».
Le Livre de la mutation de fortune écrit en 1403 par Christine de Pizan aborde un récit où la narratrice indique avoir été transformée en homme à la mort de son mari,.
Lors de la seconde restauration évolue une mademoiselle Jenny Savalette de Lange ; si les informations récoltées lors de sa toilette mortuaire en font pour certains un homme travesti toute sa vie ou « homme-femme », un autre regard en fait une des premières femmes trans de l'histoire de France.
En 1858, Abel Barbin, intersexe, est la première personne à voir son identité de genre modifiée à l’état civil en France. Ce changement est toutefois plus subi et non pas choisi.

### 1920 à 1945
La première série d'opérations d'affirmation de genre est réalisée en Allemagne au sein de l'Institut Hirschfeld dans les années 1920, au bénéfice de Dorchen Richter ; le chirurgien Felix Abraham, formé en partie en France, réalise et documente les opérations. Dorchen Richter et d'autres personnes trans telle que la peintre danoise Lili Elbe ou le français Henri Accès font l'objet de portraits enthousiastes dans la presse française des années 1930. La littérature s'empare de la transidentité avec les romans La Femme qui était en lui de Maurice Rostand et L'expérience du docteur Laboulette de Marcel Sherol ou la nouvelle Le Plaisir singulier de Pierre de la Batut.
En 1929, Violette Morris a recours à une opération de mastectomie ; ce changement, en plus de ses tenues masculines, font que la Fédération sportive féminine de France lui refuse une licence et l'invite à concourir avec les hommes, sans que rien n'indique dans ses écrits qu'elle ne se considérait pas femme.
L'opinion médicale est beaucoup plus critique ; Agnès Masson, psychiatre directrice d'asile, considère que les opérations de changement de sexe et les documents d'autorisation de travestissement qu'Hirschfeld fournit à ses patientes est une conséquence de la pénalisation de l'homosexualité en Allemagne : pour elle, ce n'est que l'homophobie allemande qui encourage Hirschfeld à séparer homosexualité et transidentité, dans le but de normaliser cette dernière. Sous son influence, et celle des théories psychanalytiques, le consensus médical et psychiatrique français sera à la pathologisation de la transidentité.

### 1945 à 1965: début de structuration de la communauté trans

#### Visibilité accrue

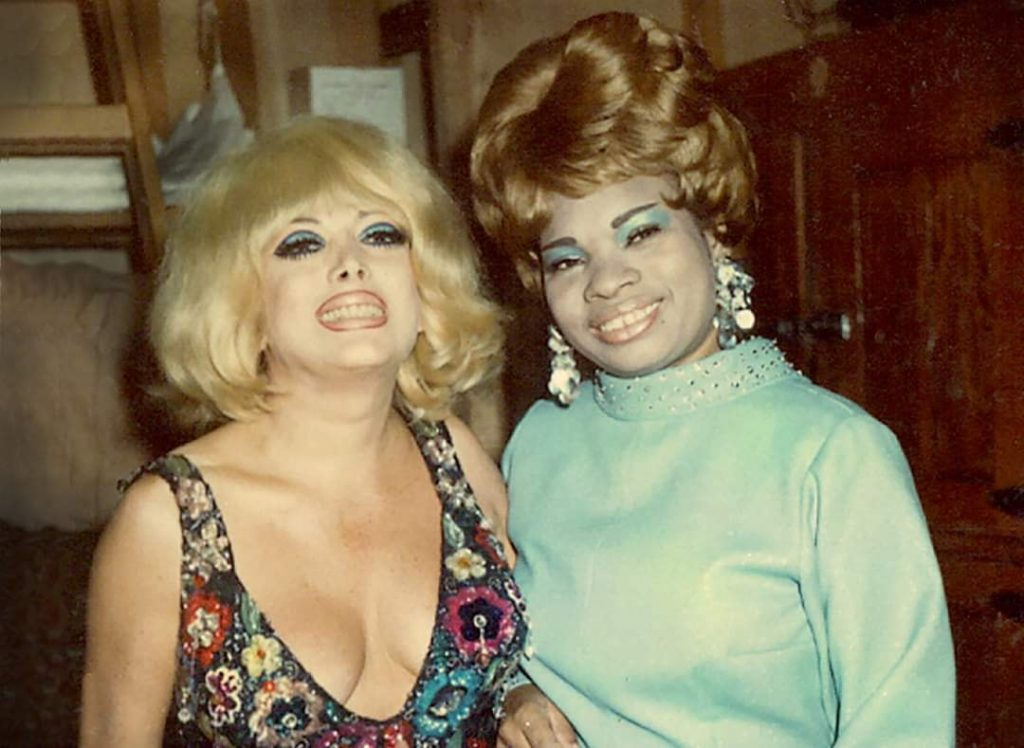
Coccinelle, à gauche, en compagnie de Lucha Reyes, années 1970.

En 1954, la peintre Michel-Marie Poulain publie son autobiographie J'ai choisi mon sexe ; ce témoignage participe fortement à la connaissance de la transidentité par le grand public.
C'est aussi à cette époque que l'artiste Coccinelle révolutionne le genre du cabaret travesti/trans : ses spectacles ne reposent en effet non pas sur l'effet comique d'un travestissement absurde car ne pouvant être crédible, mais au contraire sur la fascination éprouvée à voir une transformation d'homme vers femme réussie. Sa célébrité prend un tournant international lorsque la presse apprend sa vaginoplastie et de nombreuses femmes trans effectuent alors la même opération.
Cela suscite la réaction de l'Ordre des médecins, pour qui seules les autorités médicales, en particulier endocrinologues et neuropsychiatres, peuvent décider de la validité ou non d'opération de changement de sexe, et que celles-ci doivent se limiter aux personnes intersexes. Coccinelle se marie à l'église en 1962, après avoir obtenu son changement d'état civil, mais le scandale provoqué pousse les autorités française à ne plus les autoriser pour les femmes trans jusqu'à la fin des années 1970. Coccinelle obtient un changement d'état civil en 1970, c'est-à-dire l'inscription du sexe féminin et de son nouveau prénom sur ses papiers d'identité, mais elle reste une exception.
Cet âge d'or du cabaret transgenre ainsi que la notoriété de Coccinelle et de ses photos de nu, contribuent à associer dans l'esprit français l'association entre les femmes trans et à la fois le spectacle et l'érotisme, bien que la transidentité était alors déjà présente dans de nombreuses couches de la société,. Une autre artiste bien connue de cette époque est la meneuse de revue Bambi.

#### Transitions médicales
En 1957 le docteur Georges Burou, qui exerce à la clinique du Parc à Casablanca, invente une nouvelle technique de vaginoplastie qui permet de conserver un maximum de tissu nerveux, donnant ainsi aux nouveaux vagins la possibilité de conserver des sensations lors de rapports sexuels ; en plus de cela, il est réputé pour la beauté des clitoris et des lèvres vaginales qu'il crée, le rendant le chirurgien le plus populaire de la communauté transféminine d'alors. Toutefois, les frais d'hospitalisation et de voyages, ainsi que l'impossibilité de travailler durant la covalence, font que sa clientèle se limite aux femmes trans relativement les plus aisées, ou à celles faisant le choix de la prostitution pour réunir assez d'argent.
À cette période, les hormones, notamment les ovocyclines, sont en vente libre en pharmacie ; les femmes trans n'ont ainsi pas besoin de valider leur transidentité auprès d'une autorité psychiatrique pour y accéder.

#### Harcèlement policier et difficultés économiques
Dans les années 1960, femmes trans et travestis continuent à subir du harcèlement policier. En particulier, les travailleuses du sexe trans de la place Blanche sont accusées de donner une mauvaise image de Paris et de troubler l'ordre public, et pouvoirs publics et policiers discutent de la meilleure manière de les faire partir.
Le glamour de la scène cabaret ne doit pas faire oublier les grandes difficultés des femmes trans de l'époque ; outre le harcèlement policier qu'elles subissent, notamment via des contrôles d'identité et des arrestations, les opportunités économiques sont rares, créant un fort climat de concurrence entre les candidates à la scène du Carrousel ; la situation est d'autant plus difficile que, pour entrer ou rester au Carrousel, il est nécessaire à ces femmes d'investir de fortes sommes dans leurs tenues. En effet, la discrimination transphobe, couplée à l'absence de changement d'état civil, rend le travail salarié des femmes trans particulièrement difficiles : Barbara Buick témoigne ainsi d'avoir été licenciée de l'usine où elle travaillait à la suite d'un accident du travail dont la procédure a outé son identité civile encore masculine.

#### Entre dissensions et solidarité

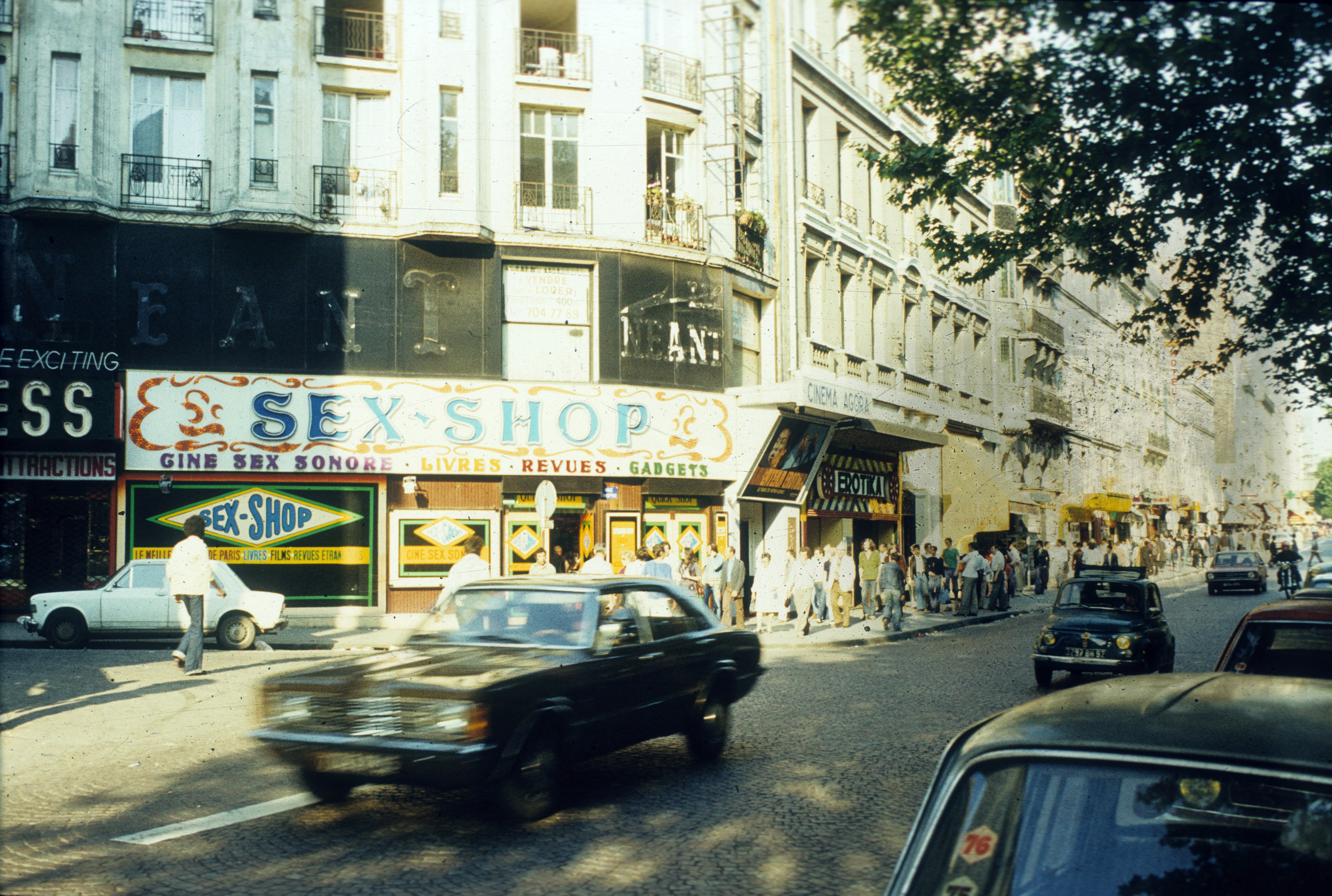
Boulevard de Clichy (Paris) en 1979. Il fait partie des lieux de concentration de la prostitution trans dans les années 1960 et 1970.

Marie-Andrée Schwindenhammer, elle-même trans, met en relation des femmes trans travaillant pour le cabaret transgenre parisien Le Carrousel, avec sa collocatrice, Madame Bonnet, experte en épilation définitive par électrolyse. Des dissensions apparaissent : Marie-Andrée Schwindenhammer reproche en effet à Michel-Marie Poulain de donner une mauvaise image de la transidentité en laissant sa fille l'appeler papa en public et en restant avec son épouse d'avant transition, c'est-à-dire en s'affichant en relation lesbienne.
En 1959, le photographe Christer Strömholm réalise un reportage sur la communauté trans de la place Blanche, mettant en évidence la forte solidarité entre ces femmes et le harcèlement policier dont elles font l'objet. Ce reportage est publié en 1983, sous le titre Les Amies de la place Blanche.

### 1965 à 1990
Le nombre de femmes trans se prostituant augmente dans les années 1970 ; celles-ci font l'objet d'un harcèlement policier (menaces, arrestations arbitraires, violences sexuelles), en particulier dans le quartier de Pigalle.

#### Une visibilité qui se diversifie
En 1968, le magazine Reportage publie un dossier sur la transidentité, en France et dans le monde. Celui-ci présente des éléments historiques, notamment le travestissement au théâtre ou celui de Jeanne d'arc, mais aussi des témoignages de personnes cis côtoyant des personnes trans, une explication du contexte juridique de la transidentité mais aussi les difficultés économiques et sociales des personnes trans. Ce reportage donne à voir aussi, pour l'une des premières fois en France, la transmasculinité, en particulier dans le sport, évoquant Violette Morris et Léon Caurla
En 1971 nait le Front homosexuel d'action révolutionnaire ; au sein de celui-ci officie aussi le groupe des Gazolines, composé de personnes trans et homosexuelles qui pratiquent le travestissement comme outil de dénonciation des normes de genre hétérosexuelles et cisgenres. Plus généralement, la transidentité continue à avoir une place, certes très marginale, dans la presse homosexuelle : Tabou en 1970, Homo en 1975, mais aussi généraliste, aux côtés de l'homosexualité, comme c'est dans Ah ! Nana en 1978.
En 1987, l'avocate Maud Marin gagne une notoriété médiatique avec son roman autobiographique Le saut de l'ange.

#### Création d'associations trans

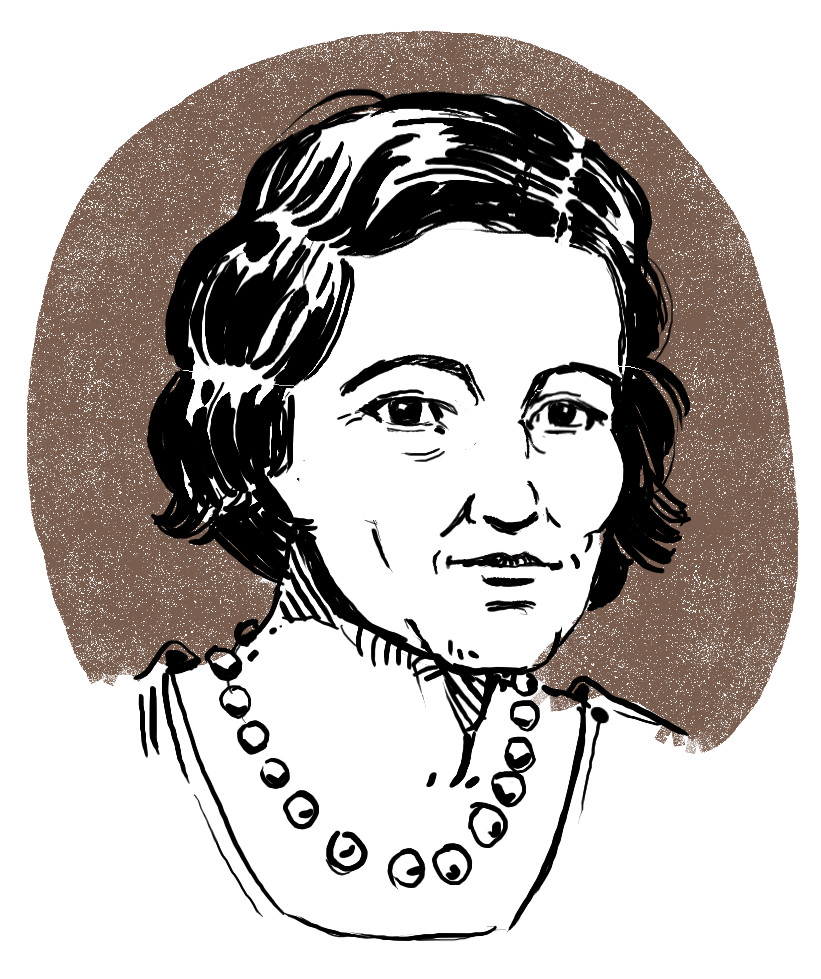
Dessin de 2021 représentant Marie-Andrée Schwindenhammer.

En 1965, Marie-Andrée Schwindenhammer fonde l'Association des malades hormonaux (AMAHO), la première association trans française. L'association, qui compte en 1981 1500 adhérentes, dont de nombreuses travailleuses du sexe, propose de l'aide à la transition, comme l'épilation définitive ou l'accès à une thérapie hormonale, mais aussi du mentorat et des activités sociales. Elle organise aussi un trafic de faux-papiers, par la diffusion de cartes de membre de l'AMAHO ressemblant très fortement aux cartes d'identité de l'époque, sans pour autant être inquiétée pour cela par la police ; une hypothèse avancée est qu'une copie de ces cartes est envoyée à la préfecture, permettant le fichage par la police des femmes trans.
L'Association Beaumont Continental voit le jour en 1975 : elle vise à aider les hommes se travestissant, mais accueille aussi des personnes trans.
En octobre 1976, le pasteur baptiste et psychologue Joseph Doucé fonde le centre du Christ Libérateur (CCL), un espace de défense des minorités sexuelles et de genre, mais aussi des personnes pratiquant le BDSM ainsi que des pédophiles. Concernant les personnes trans, dont environ 500 sont accueillies par le CCL entre 1976 et la mort de Doucé en 1990, le soutien se manifeste par l'organisation de groupes de paroles, la mise en relation avec un endocrinologue, le docteur Louis Gooren, prêt à prescrire des thérapies hormonales, du lobbying auprès du parlement européen pour l'interdiction de la discrimination basée sur la transidentité, mais aussi plusieurs publications : d'abord, au sein de la revue mensuelle du CCL, l'Ilia, de divers articles sur les personnes trans, mais surtout avec la création, en 1986, de La question transexuelle, un ouvrage collectif rédigé par des personnes trans mélangeant articles, entretiens, témoignages, bibliographie et filmographie fondant les bases d'une étude de la culture transgenre et dresse un portrait complet de la transidentité en France à l'époque.
En 1979, la Commission nationale homosexuelle (CNH), groupe de la LCR, formule plusieurs revendications pour améliorer la vie des gays et lesbiennes de France ; parmi celles-ci figure : « Pour la libre disposition de son corps et de son comportement (abolition de l'interdiction du travestissement et du transsexualisme) » ; celle-ci n'est pourtant pas reprise par la suite par la direction du parti et la CNH, qui n'a que peu de liens avec les associations trans d'alors et est composé de personnes cis, ne remet pas le sujet sur la table.
En 1981, Marie-Ange Grenier crée l'Association médicale française pour l'aide aux transsexuels (AMEFAT), basée dans le département de la Loire. Malgré la participation de Marie-Ange Grenier aux universités d'été euroméditerranéennes de Marseille de 1983, l'influence de l'AMEFAT reste limité dans le milieu trans français en raison de l'adoption par sa fondatrice d'une définition restrictive et controversée de la transidentité.

#### Des freins aux transitions concrètes
À la fin des années 1960, la vision de la transidentité reste majoritairement pathologisée, y compris au sein du milieu homosexuel ; la ligne de fracture se situe plutôt entre l'approche compassionnelle et celle, défendue par la psychiatrie, d'une terrible névrose à guérir. Cette ligne se renforce avec la publication en 1972, de Le séminaire… ou pire de Jacques Lacan, qui défend l'idée que les personnes trans ne doivent pas avoir accès ni à la chirurgie génitale, ni au changement d'état civil. Sous l'influence de Lacan, d'autres travaux psychanalytiques s'opposent à la transition, tels que Horsexe, essai sur le transsexualisme de Catherine Millot en 1980, mais, surtout, l'accès aux hormones se retrouve maintenant conditionné à l'aval d'un psychiatre. L'Ordre des médecins réagit à l'augmentation, discrète mais réelle, des opérations de chirurgie réatributrice en affirmant qu'elles doivent être réservées aux personnes intersexes. Jusqu'en 1975, de telles opérations sont interdites par le code civil. L'année où celles-ci deviennent autorisées, la cour de Cassation rend un jugement décidant que ces opérations n'ouvrent pas le droit à un changement d'état civil.
En 1979 a lieu la première opération de vaginoplastie dans le territoire non colonial de la France ; la même année, l'ordre des médecins met au moins un protocole de soin autour de la transition, comprenant un psychiatre, un endocrinologue et un chirurgien : une équipe pluridisciplinaire est ainsi mise en place à Paris, puis à Lyon, Marseille, Bordeaux et Toulouse.
Quelques tribunaux de grande instance (TGI) autorisent des changements d'état civil à partir de la seconde moitié des années 1970 mais, en l'absence de loi cadre, les critères varient fortement entre différents TGI.
Le sénateur Henri Caillavet présente en 1981 et 1982 deux projets de loi concernant les personnes trans qui sont tous deux rejetés. On crée à la place l'article 41 du Code de déontologie de l'Ordre des médecins. La nécessité d'une loi ne fait pas l'unanimité chez les personnes trans, celles-ci craignant la mise en place d'un système trop restrictif.[réf. nécessaire]
En 1982 a lieu une conférence à l'Académie nationale de médecine, qui fige pendant des années une définition restrictive « du transsexualisme » : conviction précoce, permanente et inébranlable d'appartenir au sexe opposé, détestation de son sexe, souffrance depuis l'enfance, absence de sexualité effective et hétérosexualité dans le sexe d'arrivée. Cette conférence entérine aussi l'idée d'une différence entre faux et vrais trans, avec la nécessité de tests et d'expertises médicales nombreuses permettant de faire le tri. Ainsi, sont exclues notamment les personnes se prostituant, les personnes séropositives, ou celles trop âgées.

### 1990 à 2017

#### Panique morale à la suite de la première codification du changement d'état civil
Après 17 ans de refus de changement d'état civil, Line B., une femme trans, décide d'attaquer l'État français devant la Cour Européenne des Droits de l'Homme ; celle-ci statue, le 25 mars 1992, que ne pas accéder à la demande de Line B. constituait une violation de sa vie privée ; l'État est condamné à payer 135 000 F à la plaignante : 100 000 pour préjudice moral, le reste pour couvrir les frais de justice. À la suite de cette décision, la cour de cassation revient sur sa jurisprudence et codifie les conditions du changement d'état civil : la nécessité d'une chirurgie de réassignation sexuelle, d'une hormonothérapie et d'un suivi par un psychiatre assurant de la validité de la transidentité,. Cette ouverture conditionnée provoque une véritable panique morale, en particulier venant de psychiatres et psychanalystes : Marcel Czermak et Henry Frignet publient une tribune dans Libération le 17 novembre 1993 qui qualifie la demande de transition de « psychotique » ; Patricia Mercader publie en 1994 L'illusion transsexuelle, dont la thèse principale est que la transition est un mauvais palliatif du suivi d'une psychothérapie ; enfin, Colette Chiland défend la même idée dans Changer de sexe, sorti en 1997.

#### Élargissement et renforcement du militantisme

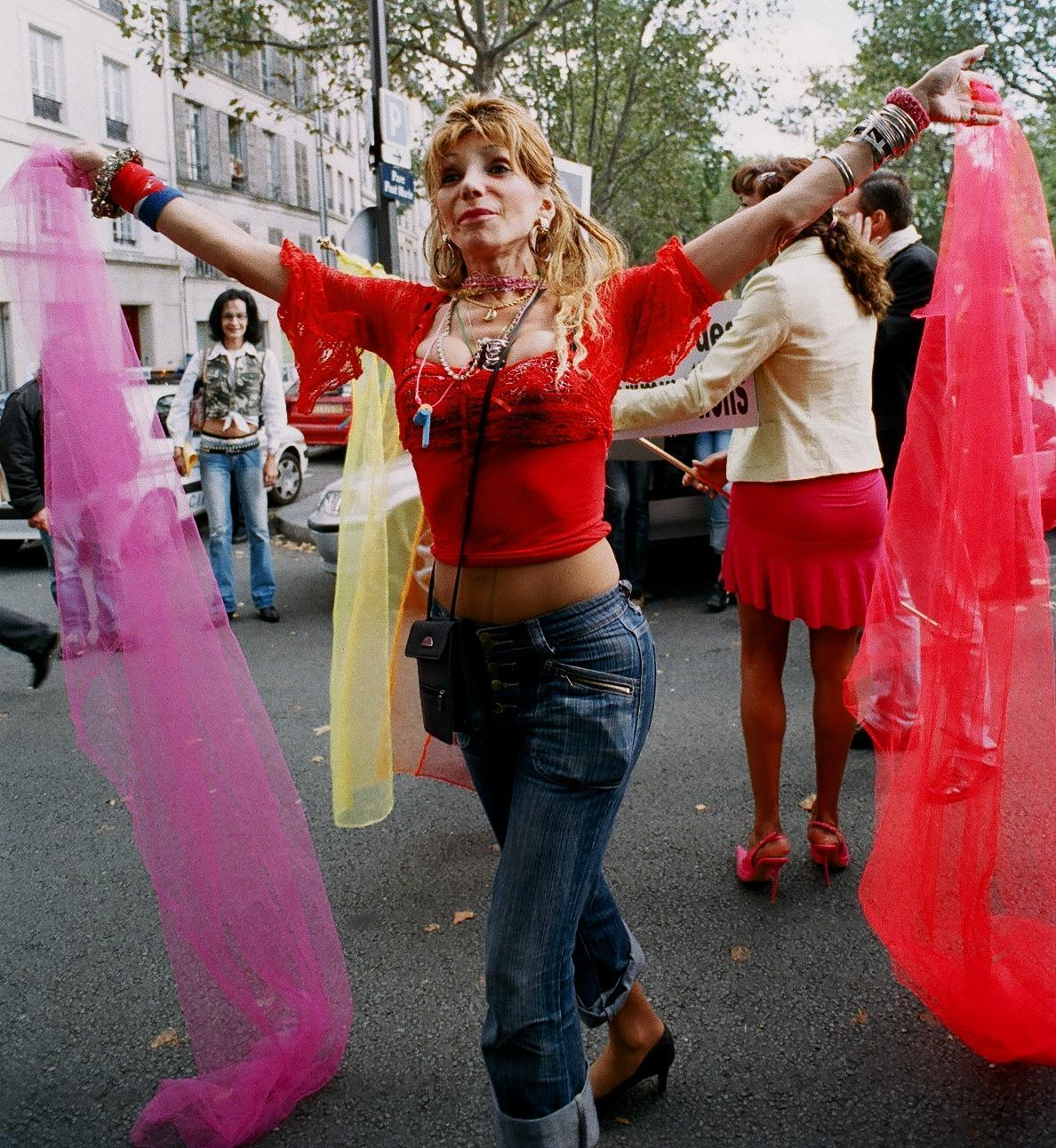
Camille Cabral, fondatrice de PASTT, à la marche des fiertés de Paris 2005.

La mort de Doucé, en 1990, met un temps fin aux activités du CCL avant sa reprise par Caroline Blanco. De nombreuses associations et initiatives voient le jour dans les années 1990 : au centre régional d'information et de prévention du sida, où Armand Hotimsky anime des discussions sur la transidentité ; l'association d'aide aux transsexuels (AAT) nait à Marseille en 1992, l'association du syndrome de Benjamin (ASB) en 1994, le centre d'aide de recherche et d'information sur la transsexualité et l'identité de genre (CARITIG) en 1995, et Prévention, action, santé et travail pour les transgenres en 1996 (PASTT). Ces associations fournissent soutien psychologique, en présentiel ou par téléphone, dossiers pratiques, et listes de médecins et avocats experts dans la transidentité.
Plusieurs revues spécifiquement trans font leur apparition : Chemins de Trans, active de 1992 à 1994, CDT, qui prend sa suite à partir de 1994 et éditée par CARITIG, et L'Identitaire, revue de l'ASB, à partir de 1997.
En 1997, l'ASB crée l'Existrans, une manifestation annuelle portant les revendications des personnes trans ; la première édition vise à publiciser la proposition de loi rédigée par l'ASB sur la transidentité, qui prévoit le changement libre et gratuit du prénom et de la mention de sexe à l'état civil, sous contrôle du juge aux affaires familiales uniquement, le remboursement intégral du parcours de transition par la sécurité sociale, le droit d'asile pour les personnes trans étrangères et l'interdiction des discriminations transphobes,,. En 2002, l'Existrans est organisée conjointement avec le CARITIG et le PASTT, puis, à partir de 2005 par un collectif inter-associatif indépendant. En 2005, la manifestation, qui compte plus d'un millier de participants et des personnalités politiques de gauche (PS, Les Verts, la LCR et le PCF), fait l'objet d'une couverture média significative, témoignant d'un intérêt accru envers les enjeux trans dans l'opinion publique.
Le groupe activiste trans' (GAT) est créé en 2002 ; organisation informelle regroupant notamment la commission Trans' d'Act-Up Paris, le GAT utilise des méthodes militantes novatrices venues des États-Unis, notamment le zap, c'est-à-dire la dénonciation spectaculaire des auteurs de transphobie, tels que Colette Chiland en juin 2005 ou Patricia Mercader en juin 2004.
De nombreuses associations trans naissent à cette époque en-dehors de l'ïle-de-France : Trans'Act à Montpellier, Support Transgenre à Strasbourg, Entraide Transgenre à Tours, Mutatis Mutandis en région bordelaise, Chrysalide à Rennes, Sans contrefaçon à Marseille et Trans'Aide à Nancy. En 2018, l'Association d'entraide transgenre Fransgenre voit le jour.
La période correspond aussi à la convergence des militances trans et intersexes, notamment au sein de CARITIG. L'Organisation internationale des intersexes - Europe participe à l'organisation de l'Existrans à partir de 2006 et les mots d'ordre de la marche de 2009, ainsi que ceux de 2013 à 2018, inclus explicitement les revendications intersexes.
Lors des élections législatives françaises de 2002, Camille Cabral est candidate pour Les Verts dans la seizième circonscription de Paris, recueillant 2,39 % des voix. Elle devient la première candidate trans à une élection législative en France, suivie par Camille Barré en 2007 puis Hélène Hardy en 2017. Elle se présente aux élections législatives françaises de 2007 comme candidate indépendante dans la cinquième circonscription de Paris.

#### Émergence de la pensée queer

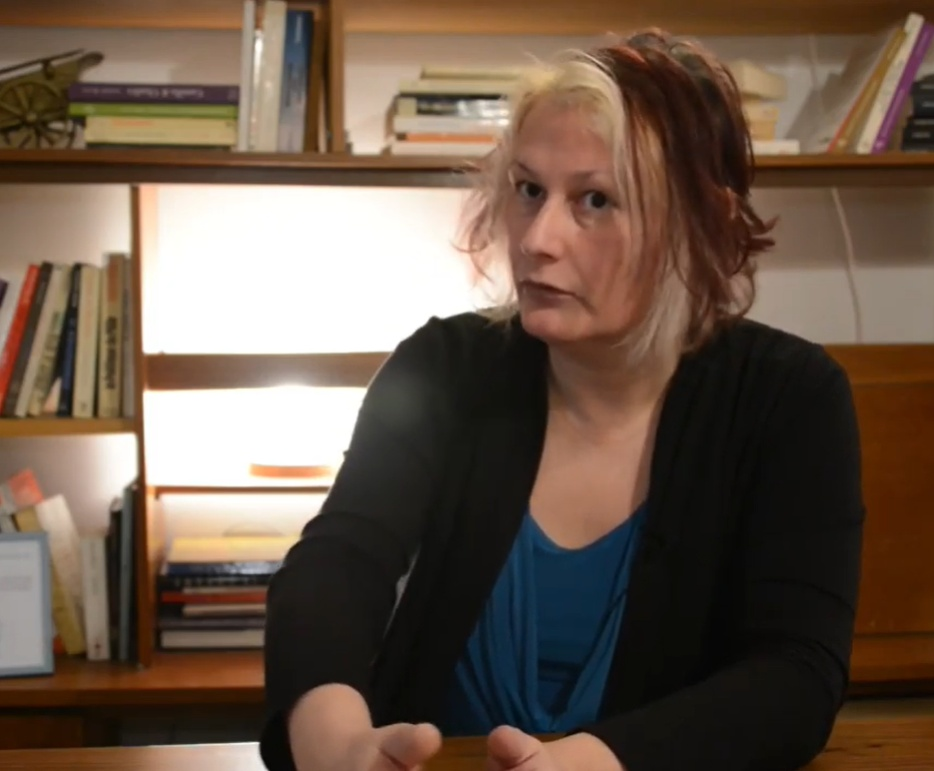
Karine Espineira en 2016.

Trouble dans le genre de Judith Butler, écrit en 1990 et traduit en français en 2005, ainsi que les publications et commentaires qui en ont suivi, marquent un bouleversement dans la manière de penser la transidentité : le terme « transsexuel » devient de moins en moins utilisé, au profit de « transgenre », au sens plus large, voir simplement « trans » ou « trans' ». Pour les personnes effectuant une distinction, « transsexuel » correspond à une personne ayant effectué ou souhaitant réaliser une chirurgie de réattribution génitale, et « transgenre » à celles aux autres parcours, pouvant impliquer, ou pas, un changement d'état civil, d'autres chirurgies, une hormonothérapie, ou une non-binarité,. « Transgenre » inclut alors aussi des personnes se travestissant, tels que des drag queen, ou des personnes non-conforme dans le genre, telles que des lesbiennes butch, sens qui est abandonné dans les années 2010,.
La première parution queer en France date de 1998 avec Q comme Queer, un ouvrage qui a suivi le séminaire Zoo animé par Sam Bourcier et auquel ont participé Maud-Yeuse Thomas et Karine Espineira. Ces trois universitaires (sociologie pour Sam Bourcier et Karine Espineira, études de genre pour Maud-Yeuse Thomas) publient de nombreux ouvrages tout au long du début du 21e siècle : Sam Bourcier rédige une trilogie Queer zones entre 2001 et 2011 ; Karine Espineira et Maud-Yeuse Thomas dirigent La Transyclopédie en 2012 puis la collection Les Cahiers de la transidentité avec Arnaud Alessandrin de 2013 à 2015, Transféminismes avec Noomi Grüsig en 2015, rédigent, avec Jean Zaganiaris et Ludovic-Mohamed Zahed, Corps vulnérables, vies dévulnérabilisées et Transidentités et transitudes : Se défaire des idées reçues en 2022 ; enfin, Karine Espineira écrit seule plusieurs ouvrages sur la représentation de la transidentité : La transidentité : de l'espace médiatique à l'espace public en 2008, Transidentités : ordre et panique de genre en 2015 et Médiacultures : la transidentité en télévision la même année.

#### Présence radiophonique et sur internet

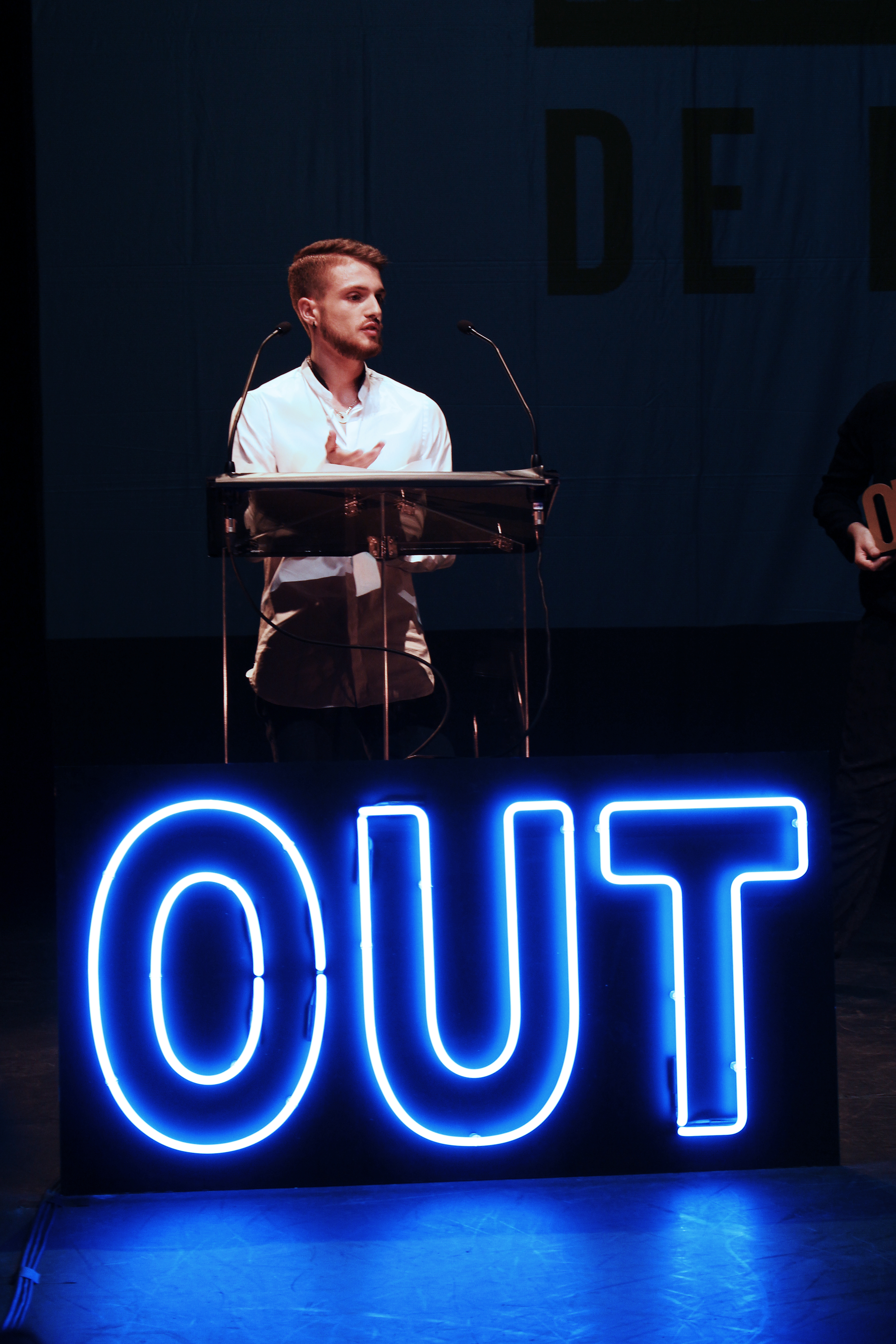
Adrián De La Vega recevant son Out d'or en 2017.

Si l'émission Les enfants de Stonewall de Radio Fréquence Gaie est plusieurs fois consacrée à la transidentité, il faut attendre 2003 et Bistouri oui oui, diffusée sur Radio libertaire, à partir de 2009, pour avoir un programme radiophonique spécifiquement trans. L'émergence d'internet voit aussi la création de multiples chaines Youtube francophones dédiées à la transidentité : Adrián De La Vega, Frenchy Charly Mogeek ou Lulla Blabla, mais aussi les blogs transféministes, tels que ceux de Miss Koala ou Noomi B. Grüsig.

#### Sortie progressive des pratiques discriminatoires et reconnaissance de la transphobie
Le 20 avril 2005, Patrick Ollier refuse de marier Camille Barré et Monica Léon, deux femmes trans dont seule l'une a effectué un changement de sexe à l'état civil car il considère, malgré les papiers d'identité, qu'il s'agit d'un mariage homosexuel, interdit à l'époque. Ce refus est confirmé ensuite par le tribunal de Nanterre, puis la cour d'appel de Versailles. En juin 2011, alors que le mariage lesbien n'est toujours pas possible, deux femmes trans dont l'une n'a pas effectué son changement d'état civil se marient à Nancy.
Au début des années 2000, l'État français refuse de reconnaître la transphobie : celle-ci est exclue des compétences de la HALDE à sa création, en décembre 2004, et les projets de loi contre la transphobie, du 26 mars 2003 porté par Les Verts ou du 21 juillet 2004 par le groupe communiste, sont rejetées.
En 2009, à l'occasion de la journée de lutte contre l'homophobie, qui se renomme cette année-là journée internationale contre l'homophobie et la transphobie, la ministre de la santé Roselyne Bachelot annonce la sortie du transsexualisme de la liste des affectations psychiatriques, à la suite notamment du militantisme trans et à un rapport de la Haute Autorité de santé (HAS) sur l'amélioration de la prise en charge de la transidentité. Cette annonce est toutefois critiquée par les associations trans, car non suivie d'amélioration concrète concernant la prise en charge médicale ni le changement d'état civil. Dans un nouveau rapport, en 2010 la HAS propose notamment que le changement de la mention de sexe à l'état civil ne soit plus conditionné à une opération de chirurgie génitale, mais à l'avancement de l'hormonothérapie. Cette position est reprise par la commission nationale consultative des droits de l'homme et le Défenseur des droits en 2016.
En 2014 a lieu la première étude sur la transphobie en France, à l'initiative du comité IDAHO et de République & Diversité ; la notion de transphobie fait pour la première fois son apparition dans le droit français en 2012.

#### Mise en place de la SoFECT

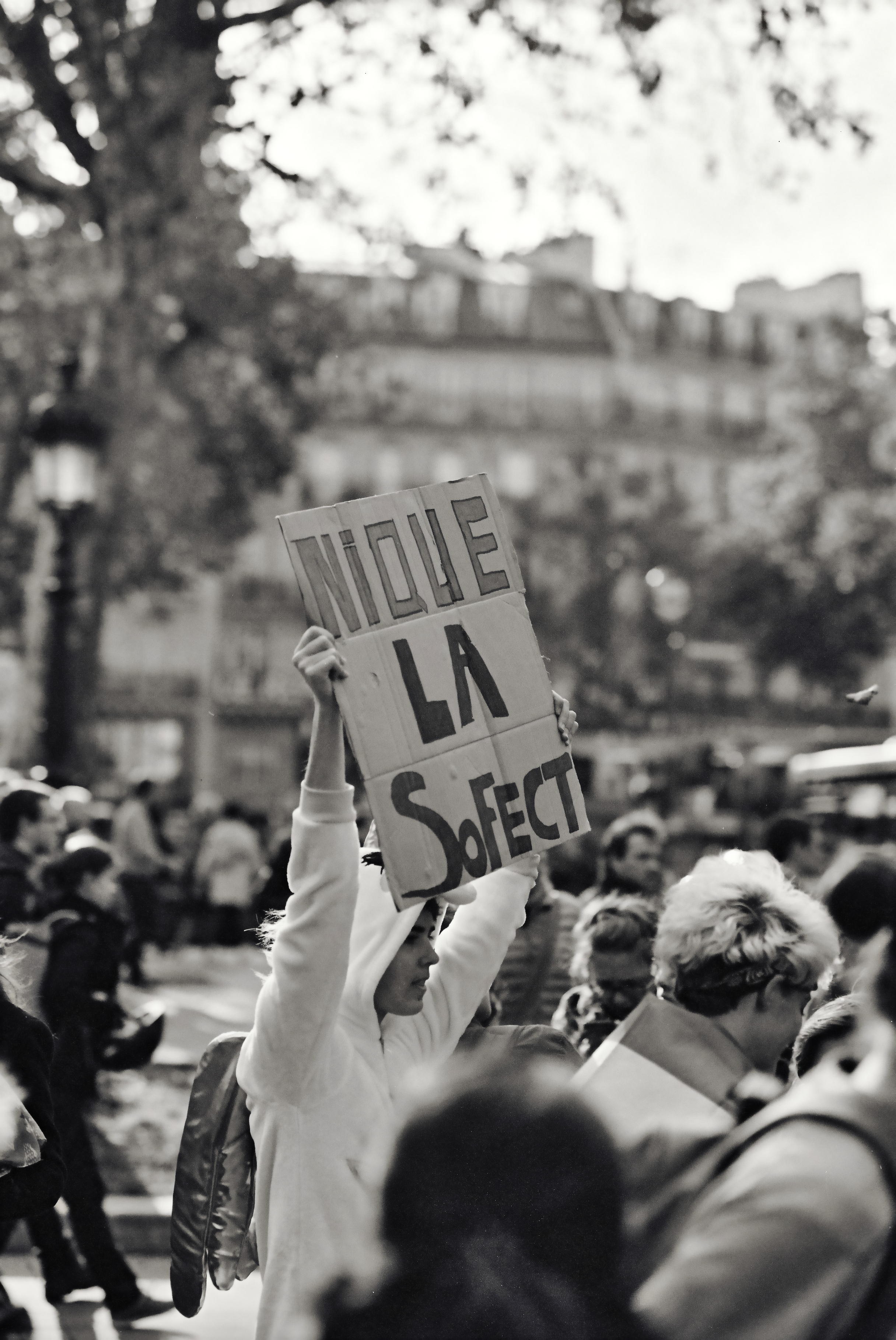
Existrans de 2017. Pancarte Nique la SoFECT.

À l'été 2010 est mise en place la SoFECT, une association pluridisciplinaire de professionnels des parcours de transition (endocrinologues, psychiatres, chirurgiens...) présidée conjointement par Mireille Bonierbale et Colette Chiland. Son objectif est d'unifier les parcours de transition en France et de répondre aux critiques de la HAS.
La SoFECT met ainsi au point un protocole en six étapes : d'abord, un diagnostic différentiel, où la personne réalisant désirer une transition doit prouver qu'elle n'est pas atteinte de troubles mentaux ; ensuite, l'inscription au régime des Affections Longue Durée de la Sécurité Sociale ; la troisième étape consiste à vivre dans le genre désiré, mais sans accès à l'hormothérapie (c'est « l'expérience de vie réelle ») ; une fois ce test effectué, un long bilan psychologique est à nouveau effectué ; le bilan endocrinologique et l'hormonothérapie ne viennent qu'en cinquième étape, suivie d'un bilan chirurgical et d'une opération de réattribution sexuelle.
Ce protocole est décrié, en particulier l'étape du test, puisqu'elle expose les personnes trans à de vives discriminations et violences, sans possibilité ou presque de passing, et n'est pas reconnue par les associations internationales, telles que la World Professional Association for Transgender Health. Ainsi, malgré l'abaissement progressif des critères d'inclusion, sous la pression militante, et l'amélioration des techniques chirurgicales, grâce à l'arrivée de nouveaux chirurgiens, la forte psychiatrisation du parcours, sa lenteur (près de cinq ans) et la divergence entre les offres chirurgicales et les demandes font que de nombreuses personnes trans françaises ne passent pas par le parcours officiel proposé par la SoFECT. Ainsi, en 2010, à peine la moitié des personnes trans a fait une demande de changement d'état civil.

### À partir de 2017
En 2017, la France est à nouveau condamnée par la Cour européenne des droits de l'homme pour non-respect de la vie privée, cette fois-ci car le changement d'état civil est conditionné à une stérilisation. Dans un rapport daté de 2022, la HAS se prononce en faveur de la globalité des parcours de transition : transition sociale, administrative, et médicale. Elle est favorable à l’autodétermination des personnes, à l'amélioration de l’accès à l’information afin de permettre un choix éclairé. Sur le plan médical, rendre possibles des parcours de transition médicale diversifiés dans leur contenu et leurs modalités, faire une plus grande place à la médecine de premier recours (médecin traitant) et au travail en réseau, dépsychiatriser l’entrée dans les parcours, tout en permettant un accompagnement en santé mentale si nécessaire participent de ses orientations.
Mars 2017 est marqué par la création de la Fédération Trans et Intersexes, qui regroupe les principales organisations françaises : Acceptess-T, ANT, C'est pas mon genre, Chrysalide, Clar-T/I, Ouest Trans, OUTrans, Prendre Corps, RITA, T-Time, Tans Inter action et Trans Posé.e.s.
Les deux premières personnalités LGBTI de l'année des Out d'or sont des hommes trans : le conférencier et vidéaste Adrián De La Vega en 2017, et l'acteur de Plus belle la vie Jonas Ben Ahmed en 2018.
Afin de mieux visibiliser les revendications intersexes, l'Existrans est renommée ExisTransInter en 2019.
Pendant la crise du Covid-19, les restrictions sanitaires provoquent une chute de revenus des personnes trans. Si la société civile, notamment le STRASS, organisent des distributions alimentaires, elle ne bénéfice pas de soutien institutionnel ; les demandes adressées notamment au ministère de l'Égalité restent sans réponse.
Probablement pour la première fois en France en 2020, Marie Cau, une femme transgenre est élue maire dans un village du nord de la France (Tilloy-lez-Marchiennes),. Elle reçoit des centaines de messages de soutien. Au cours de ces vingt dernières années, la France comptait seulement deux femmes trans parmi les conseillères municipales. La ville de Rennes compte pour la première fois une élue trans dans la conseil municipal depuis 2020, Sélène Tonon. Marie Cau envisageait de présenter sa candidature à l'élection présidentielle de 2022 afin de « rassembler les Français autour des valeurs de bienveillance, d’écoute et de respect mutuel ». Hélène Hardy est candidate pour devenir la présidente d'Europe Écologie Les Verts en 2022. Estelle Szabo maire d'Estevelles, élue en tant qu'homme mais engagée dans un parcours de transition, obtient le 12 avril 2023 un vote de « soutien » de son conseil municipal à sa demande, afin de poursuivre son mandat en tant que femme. Elle est alors âgée de 63 ans est devient ainsi la première maire transgenre à officialiser cette transition en cours de mandat.
En mai 2025, la CPAM de Strasbourg est condamnée à prendre en charge un parcours de transition par la justice française suite à un refus de remboursement. En juin 2025, le tribunal de Bobigny condamne la CPAM de Seine-Saint-Denis pour le même motif.

## Démographie
Aucune étude représentative n'a été réalisée sur le nombre de personnes transgenres en France. L'association ORTrans estime, en 2018, à 15 000 le nombre de personnes transgenres en France.
Le Ministère des Solidarités et de la Santé estime en 2022, entre 20 000 et 60 000 les personnes transgenres en France.

## Parcours de transition

### Transition sociale

#### Changement d'état civil

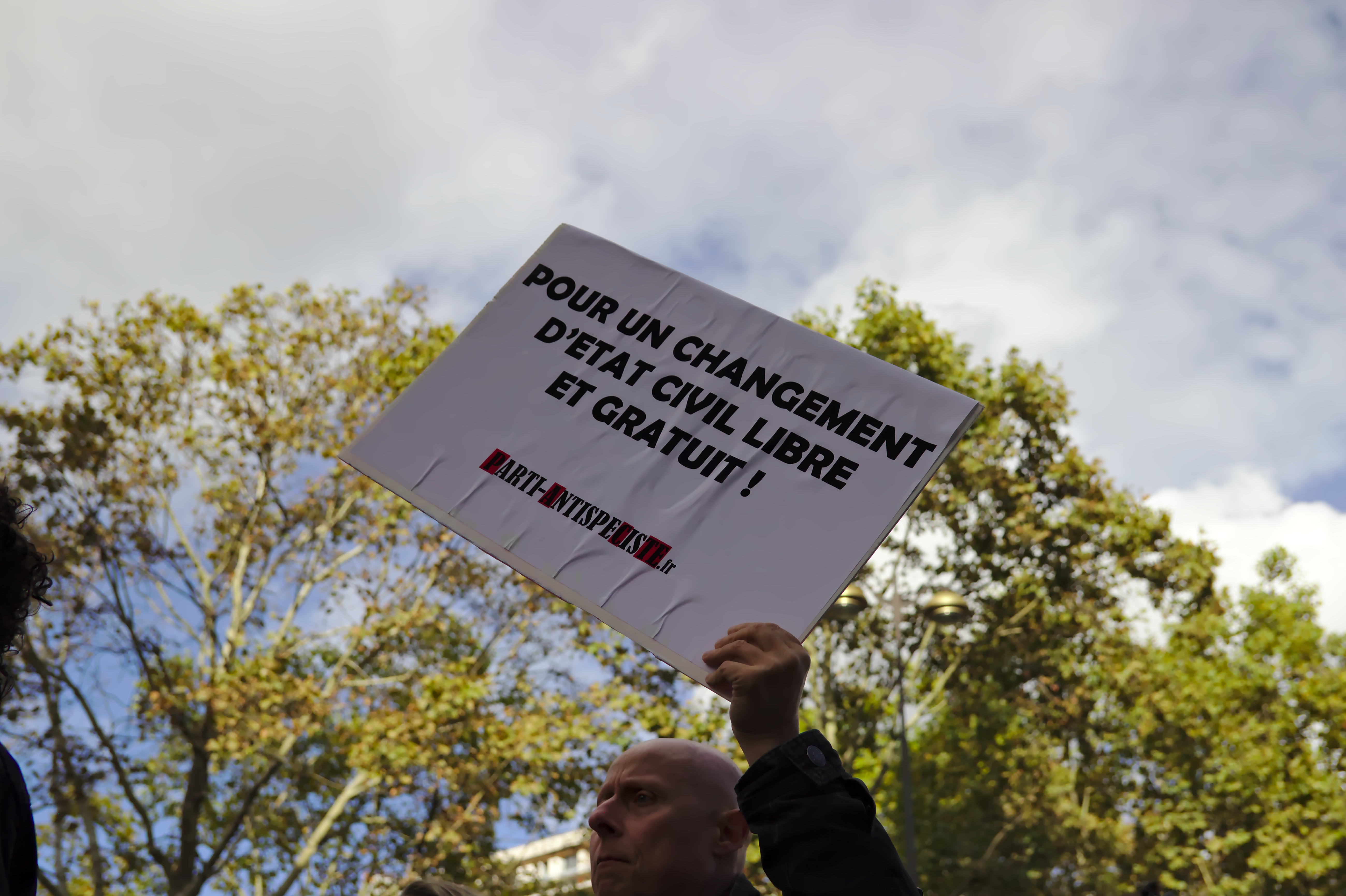
Pancarte de l'Existrans 2017 demandant un parcours de changement d'état civil libre et gratuit.

Le changement d'état civil, c'est-à-dire le changement de la mention de sexe accompagnée de l'usage en France est en demi-teinte : s'il ne nécessite plus d'intervention médicale (stérilisation préalable, chirurgie de réattribution sexuelle) ou de diagnostic de dysphorie de genre, il reste toutefois pathologisé, sans reconnaissance des identités non-binaires et n'est pas basé sur l'autodétermination des personnes,. Ainsi, il reste nécessaire de présenter une « réunion suffisante de faits prouvant la transidentité », dont l'évaluation est laissée aux officiers de l'état civil, qui appliquent régulièrement des contraintes au-delà de celles définies par la loi : en 2021, le changement de prénom à l'État civil d'une petite fille trans de 8 ans est refusé par le procureur de Carpentras, celui-ci demandant comme justification un changement physique irréversible alors que cette exigence n'existe plus dans la loi depuis 2016.
Jusqu'en 2016, le changement d'état civil reste une procédure basée sur la jurisprudence, qui pose comme condition sine qua non le « caractère irréversible de la transformation » effectuée par la personne trans. En pratique, la personne trans qui veut changer d'état civil doit avoir subi une intervention chirurgicale de réassignation la mettant « en conformité » avec son genre.
En avril 2016, le TGI de Montpellier déboute une personne trans qui voulait changer de genre sur son état civil car le demandeur « ne souhaite pas s’engager dans une chirurgie de réattribution sexuelle ». La plaignante, au même titre que trois autres l'ayant précédée, saisit la Cour européenne des droits de l'homme.

La loi du 18 novembre 2016 de modernisation de la justice du XXIe siècle, par son article 56.II, a ajouté au Code civil les articles 61-5 à 61-8 : 
« Toute personne majeure ou mineure émancipée qui démontre par une réunion suffisante de faits que la mention relative à son sexe dans les actes de l'état civil ne correspond pas à celui dans lequel elle se présente et dans lequel elle est connue peut en obtenir la modification.

Les principaux de ces faits, dont la preuve peut être rapportée par tous moyens, peuvent être :
1. Qu'elle se présente publiquement comme appartenant au sexe revendiqué
2. Qu'elle est connue sous le sexe revendiqué de son entourage familial, amical ou professionnel
3. Qu'elle a obtenu le changement de son prénom afin qu'il corresponde au sexe revendiqué »

— Article 61-5 du Code civil
La demande est formée par requête remise ou adressée au greffe. La représentation par avocat n'est pas obligatoire. L'affaire est instruite et débattue en chambre du conseil, après avis du ministère public. Les décisions sont rendues en dehors de la présence du public.
Quoique le terme de possession d’état ne soit pas mentionné, il a été explicitement revendiqué lors des débats comme constituant le mécanisme juridique utilisé pour la nouvelle procédure— Jean-Jacques Urvoas, garde des Sceaux, ministre de la Justice, expliquant que « La preuve de ces faits, dont la réunion de plusieurs d’entre eux permettra d’établir la possession d’état de l’autre sexe » — et forme ainsi l'intention du législateur. Le site officiel de l'administration française destiné aux droits des particuliers l'énonce explicitement : « Vous souhaitez changer l'indication du sexe sur vos actes d'état civil ? Il n'est pas nécessaire d'avoir suivi un traitement médical ou d'avoir été opéré. Vous devez démontrer que le sexe indiqué sur votre état civil ne correspond pas à celui de votre vie sociale. La demande est faite auprès du tribunal ». Sept associations (Stop Homophobie, Adheos, Acceptess-T, Mousse…) et sept personnes déposent 12 mars 2024, un recours devant le Conseil d’État afin de demander l’annulation de textes concernant le changement de prénom et de la mention de sexe à l’état civil des personnes transgenres et réclamer le droit à l’« autodétermination ». En effet, de facto, il existe une obligation de se présenter devant le tribunal sous l’apparence du genre opposé à celui mentionné à l’origine sur l’acte de naissance. Cette obligation dite de passing constitue une discrimination contre les personnes qui ne conformeraient pas leur apparence physique, leur voix, leur style vestimentaire, leur comportement, leurs centres d’intérêt aux normes binaires femme-homme. Par ailleurs, les personnes non binaires sont exclues de cette procédure car leur situation est inconnue du droit positif. Une proposition de loi visant à ne plus exiger de se présenter devant un tribunal sous l’apparence du genre ressenti est déposée par le groupe écologiste du Sénat le 2 avril 2024,.
Le défenseur des droits, saisi par l'Association nationale transgenre, a insisté pour que les personnes « soient informées du caractère facultatif de la communication de données médicales à leurs dossiers ». Certaines associations pour la cause trans, telles que l'Association nationale transgenre ou la Fédération LGBT déplorent l'obligation de devoir encore « passer devant les tribunaux » pour changer la mention relative à son sexe, ou ou bien la difficile mise en œuvre de la loi pour les mineurs trans.
Une personne peut uniquement modifier ses prénoms auprès de l'officier de l'état civil du lieu de résidence ou du lieu où l'acte de naissance a été dressé, sauf si le changement envisagé apparaît contraire à un intérêt légitime (article 60 du code civil). Aucun document médical n'est nécessaire afin d'assoir cette demande. Pourtant, des preuves médicales peuvent être parfois demandées par le service de l'état civil de la mairie alors que cela n'est pas prévu par l'article 60 du code civil,. Se pose la question du changement du prénom sur une plaque funéraire, lorsque la défunte bien qu'ayant réalisé sa transition, n'avait pas encore obtenu son changement de genre et de prénom auprès de l'état civil de sa commune. Elle était pourtant dans la société reconnue comme femme et appelée par un prénom de genre féminin. En 2022, le maire de Thonon-les-Bains s'oppose à cette modification bien que la préfecture de Haute-Savoie lui ait indiqué en octobre 2021 qu'il pouvait légalement accéder à cette demande. L'avocate de la famille de la défunte saisit la Défenseure des droits,.
Le défenseur des droits édite une décision-cadre le 18 juin 2020 relative au respect de l’identité de genre des personnes transgenres. Elle relève notamment le caractère aléatoire et non uniforme de l'appréciation par l'officier d'état civil pour juger de "l'intérêt légitime" afin d'autoriser ou non un changement de prénom. Elle recommande la suppression de la mention Monsieur ou Madame sur les factures courantes, de se porter attentif au respect de l'identité des élèves pendant leur scolarité, de revoir les règles de la filiation des parents transgenres, la création de centres médicaux spécialisés avec des professionnels formés pour les personnes transgenres ou la réédition des diplômes conformes au nouvel état civil. Enfin, le Défenseur des Droits rappelle les difficultés d'accès au marché de l'emploi,.
En septembre 2022, à la suite d'une campagne d'affichage du Planning familial montrant des hommes trans enceints, de nombreuses associations et personnalités signent, une déclaration en faveur d'une défense égale des droits des trans (homme et femme) et des femmes cisgenres. Elles revendiquent notamment : « l'autonomie des parcours de transition, la simplification de l'accès aux procédures administratives, la formation du personnel de santé, l'accès aux soins de transition et le remboursement intégral ». Cette déclaration répond à une lettre ouverte publiée le 22 août 2022 dans l'hebdomadaire Marianne à l'attention d'Élisabeth Borne manifestant son opposition, au nom du féminisme, aux droits des personnes trans.

### Transition médicale

#### Pour les adultes
Une enquête de 2011 montre que, parmi les personnes trans vivant en France ayant réalisé une opération de réattribution génitale, les deux tiers l'ont effectuée à l'étranger. Le décret no 2010-125 du 8 février 2010 publié au Journal officiel le 10 février 2010 précise les nouvelles règles de prise en charge hospitalière de la transidentité au titre de l'ALD 31 (hors liste, c'est-à-dire « non psychiatrique »),.
Le nombre de demandes de transition augmente de façon permanente. Dans les hôpitaux de Marseille, les demandes de transition s'élèvent, en 2023, au nombre de 400 par an. La demande y explose également indifféremment pour les hommes ou les femmes.
L'existence de zones considérées comme des déserts médicaux, comme les Deux-Sèvres, rend complexe l'accès à la prise en charge médicale : si le planning familial et l'association AIDES tentent d'établir un réseau de professionnels, les personnes souhaitant transitionner sont contraintes de quitter leur département. Plus de 1500 personnes dans le Pays de Morlaix seraient en attente de transition en 2023. Le réseau de santé trans (Rest) se mobilise pour créer un pôle santé spécialisé avec la présence professionnels de santé formés aux discriminations et violences subies par les personnes trans. Il organise dès septembre 2023 une sensibilisation aux transidentités à Morlaix, afin d’informer les professionnels de santé et les travailleurs sociaux qui ont déjà ou vont accompagner les personnes transgenres.
En 2023, à Bobigny, deux agents de la CPAM accompagnent depuis plusieurs mois les personnes en cours de transition en l'Île-de-France pour les démarches de prise en charge médicale et administrative. L'expérience s'est avérée positive. Elle est déployée à l'échelle nationale à partir de 2024. Le tribunal judiciaire de Strasbourg, le 14 mai 2025, se prononce en faveur de la prise en charge par la CPAM du Bas-Rhin des frais d'une mastectomie bilatérale dont a bénéficié un jeune homme trans de 31 ans (FtM). Précédemment, il avait déposé une demande de prise en charge au titre de l'affection longue durée afin de bénéficier d'un financement total des soins. Le médecin conseil lui avait signifié un refus partiel, puis la commission de recours amiable. Le demandeur reçoit également 3 000 euros de dommages-intérêts en réparation d'un préjudice constitué par des « délais supplémentaires conséquents et injustifiés dans un parcours de soins particulièrement long et complexe, l’obligeant ainsi à assumer une transition non achevée et en contradiction totale avec son nouvel état civil ». La faute commise par la CPAM est caractérisée par une demande de fourniture d'un certificat médical et d'un protocole d’accord préalables jugés contraire aux articles 8 et 14 de la Convention européenne des droits de l’homme. En France, huit affaires pendantes similaires seront prochainement jugées.
Le gouvernement de la Polynésie française propose en 2023 une prise en charge intégrale des traitements hormonaux comme en métropole. Les membres de l'Assemblée de la Polynésie française demeurent partagés. Dans la région des Hauts-de-France, les CHU de Lille et d'Amiens et la fondation Hopale-Institut Calot à Berck-sur-mer proposent une offre de soins et un suivi médical remboursés à 100 % par l'Assurance maladie. La production d'un certificat psychiatrique n'est plus obligatoire. Un diplôme interuniversitaire de prise en charge de la transidentité a été créé en 2020. L'enquête Sesam-LGBTI+ de l'Inserm relève des inégalités territoriales d’accès aux soins. De plus, il apparaît que la santé des personnes trans n'est envisagée que sous l'angle de la santé sexuelle, délaissant les questions liées à l’accès aux soins, à la santé mentale ou aux consommations de drogues. Constatant cette hétérogénéité des conditions d'accès à des soins de qualité, la Haute Autorité de Santé rend un avis le 18 juillet 2025 « concernant la prise en charge chirurgicale, la HAS recommande de répondre aux demandes de chirurgie des personnes trans ». Elle souligne un risque « de renoncement aux soins », « d’automédication » et de troubles mentaux « pouvant aller jusqu’au suicide »,. L'association Juristes pour l'enfance, proche de La Manif pour tous, mène une campagne afin d'obtenir les noms des experts de la HAS, qu'elle suspecte d'être en faveur de l’autonomie médicale des personnes transgenres.

#### Pour les mineurs
En février 2020, l'Académie de Médecine publie 5 recommandations:
- un accompagnement psychologique aussi long que possible des enfants et adolescents exprimant un désir de transition et de leurs parents
- en cas de persistance d’une volonté de transition, une prise de décision prudente quant au traitement médical par des bloqueurs d’hormones ou des hormones du sexe opposé dans le cadre de Réunions de Concertation Pluridisciplinaire
- l’introduction, dans les études médicales, d’une formation clinique adaptée pour informer et guider les jeunes et leur famille
- la promotion de recherches, tant cliniques et biologiques qu’éthiques, trop rares en France à ce jour sur ce sujet
- la vigilance des parents face aux questions de leurs enfants sur la transidentité ou leur mal-être, en soulignant le caractère addictif de la consultation excessive des réseaux sociaux qui est, à la fois, néfaste au développement psychologique des jeunes et responsable d’une part très importante de la croissance du sentiment d’incongruence de genre. La HAS dans un rapport de 2022 sur la santé des personnes trans, note la nécessité d'une information sur l’impact des traitements sur la fertilité et les démarches de préservation de cette dernière, à adapter dans le cas des mineurs, dans le cadre des parcours de transition. Il lui parait important de développer conséquemment dans tous les CECOS, les démarches d’accompagnement de la conservation des gamètes. À cet égard, le Comité consultatif national d'éthique sur les questions d’un consentement éclairé des mineurs et la préservation de leur fertilité devrait être saisi selon elle.

Elle appelle à un accompagnement avec des réponses fines, globales et réactives, adossées à des recommandations scientifiquement étayées. Le premier concerne l'accueil sans a priori sur les questionnements d’identité de genre, tout en les plaçant dans une approche globale de leurs problématiques adolescentes et de permettre à ces jeunes de s’orienter, ou non, vers un parcours de transition. Il s’agit aussi de prendre en compte les facteurs de sur-vulnérabilité qui concernent nombre d’adolescents trans (déscolarisation, comportements suicidaires, troubles psychiques, troubles du spectre autistiques…). Les parcours de transition s'orientent le plus souvent ainsi :
- accompagnement psycho-social
- traitement hormonal d’affirmation de genre amorcé à un âge variable selon la situation du jeune (souvent à l’âge de l’entrée au lycée vers 15 ans)
- recours à la chirurgie exceptionnel avant la majorité
- recours aux bloqueurs de puberté au tout démarrage de cette dernière semble concerner un petit nombre de mineurs

La CAF publie en 2023 sur son site une page informative destinée aux parents d'enfants trans. Elle est critiquée par 80 personnalités qui écrivent au ministère de la Santé, demandant son retrait,. Par la suite, le CAF modifie le contenu de la page en prodiguant des conseils aux parents pour « bien accompagner » un enfant transgenre. Elle poursuit : « 22 % des Français entre 18 et 30 ans ne se sentiraient ni homme ni femme » (selon une enquête IFOP pour le journal Marianne) et décrit la transidentité comme une « dysphorie de genre », qu'il convient de « dédramatiser » et de « s'informer » davantage sur le sujet.
Les hôpitaux de la Pitié-Salpêtrière et Robert-Debré ont ouvert leurs consultations aux mineurs, qui seront suivis par un pédopsychiatre pendant au moins six mois ; des solutions non médicamenteuses sont d'abord proposées. En suivant les recommandations internationales, les professionnels spécialisés dans ce domaine peuvent prescrire des bloqueurs de puberté à l'arrivée de la puberté — avant les hormones masculinisantes ou féminisantes —. Leur utilisation reste en effet controversée en France. À Paris en 2020, environ sept cents mineurs — de 3 à 18 ans —sont actuellement suivis ou sur liste d'attente. Si le nombre de demandes de transition augmente (multiplié par 10 en 7 ans selon l’Assurance maladie), le taux de regret demeure faible, autour de 10 à 20%,.

## Conditions de vie

### Cadre juridique
La Délégué interministériel à la lutte contre le racisme, l'antisémitisme et la haine anti-LGBT (DILCRAH) élabore des fiches pratiques sur le respect des droits des personnes trans en octobre 2019,.

#### Protection contre la transphobie
Laurence Vanceunebrock députée La République en marche dépose en juin 2020 une proposition de loi interdisant les pratiques visant à modifier l’orientation sexuelle ou l’identité de genre d’une personne. L'interdiction des thérapies de conversion de l'identité de genre est votée en 2021 ; toutefois, l'ILGA pointe de nombreux manquements concernant la protection légale des personnes trans, en particulier l'absence de politique de lutte contre la violence transphobe, l'absence d'inscription dans la loi des discriminations liées à l'expression de genre ou aux caractéristiques sexuelles.
Le Défenseur des droits est intervenu avec succès en 2022 auprès de l'établissement financier dépositaire des comptes d'une femme en cours de transition car il refusait de mettre son dossier bancaire (prénom, genre) en conformité avec son changement de genre.
Le Ministère de l'égalité entre les femmes et les hommes présente en octobre 2020 150 mesures pour renforcer les droits des personnes LGBT, dans le cadre du plan national d'actions pour l'égalité des droits (2020-2023), contre la haine et les discriminations anti-LGBT,.
Une proposition de résolution tendant à renforcer et uniformiser la lutte contre les violences fondées sur le genre est déposée au Sénat le 22 septembre 2021.
L'accueil et de prise en charge des personnes LGBT est prise en compte dans la formation continue au sein de la Police nationale. La formation intitulée « Référent accueil » contient un module consacré à l'accueil des personnes LGBT avec une prise en considération des personnes transgenres. Une circulaire du ministère est envoyée dans les commissariats en 2023 afin de mieux les accueillir.

#### Parentalité

##### Enfants nés avant la transition
En 2011, une femme trans prénommée Claire est désormais officiellement reconnue comme telle auprès de l'état civil. Elle demande à être également reconnue comme la mère de sa fille conçue naturellement avec son épouse en 2014. À ce moment, elle possédait ses organes génitaux masculins. Elle effectue une reconnaissance de maternité prénatale dont elle demande l'enregistrement à l’état civil. Cette demande lui est refusée par l'officier d'état civil et le TGI de Montpellier en 2016 car la filiation maternelle était déjà établie (article 320 du code civil). Le statut de père ou bien adopter sa propre fille en qualité de seconde mère lui sont proposés par la Cour d'appel de Montpellier. En 2018, la Cour lui accorde finalement le statut inédit de «parent biologique». En juin 2020, l'avocate générale près la Cour de cassation se prononce en faveur de cette reconnaissance. La Cour de cassation casse la quasi-totalité de cette dernière décision, dans un arrêt rendu le 16 septembre 2020, et renvoie l'affaire devant la Cour d'appel de Toulouse s'agissant de la partie lui refusant le statut de mère. Contrairement au cas britannique (voir infra), la Cour dispose qu'au regard notamment de l'article 8 de la Convention européenne des droits de l’homme, l’inscription de la mention « parent biologique », créé « une nouvelle catégorie à l’état civil et que, loin d’imposer une telle mention sur l’acte de naissance de l’enfant, le droit au respect de la vie privée et familiale des intéressées y faisait obstacle. »,,. En juin 2021, les cinq juges de la chambre civile de la Cour d’appel de Toulouse statuant sur l'arrêt de renvoi de la Cour de Cassation réexaminent son cas. Pour sa part, le ministère public estime qu'elle « doit pouvoir figurer sur l’acte de naissance de l’enfant en qualité de mère » avec mention du jugement du TGI de Montpellier de 2011 qui officialisait son changement de sexe sur les registres de l’état civil,,. Une audience est tenue en novembre 2021. Jugeant en dernier ressort, la cour d'appel de Toulouse le 9 février 2022 autorise la mention "mère" sur l'acte de naissance de sa fille.

##### Acte de naissance
Un couple trans habitant le Cher met au monde un enfant en 2023, et est présenté par la presse comme étant le premier couple de personnes transgenres en France à concevoir un enfant (il n'est en fait que le premier à connaître une médiatisation après changement d'état civil des deux parents). Leur situation pose des problèmes au niveau du traitement informatiques de leurs données dans leur mutuelle, à la CPAM, la CAF. Le remise du livret de famille dégrade la joie des jeunes parents, car le père y est mentionné comme "mère", ce qui n’est pas conforme à son état civil. Sur l’extrait d’acte de naissance, la filiation des deux parents est mentionnée. Cependant, une annotation en marge concernant le changement de genre est portée sur l'acte de naissance intégral.

##### Procréation médicalement assistée

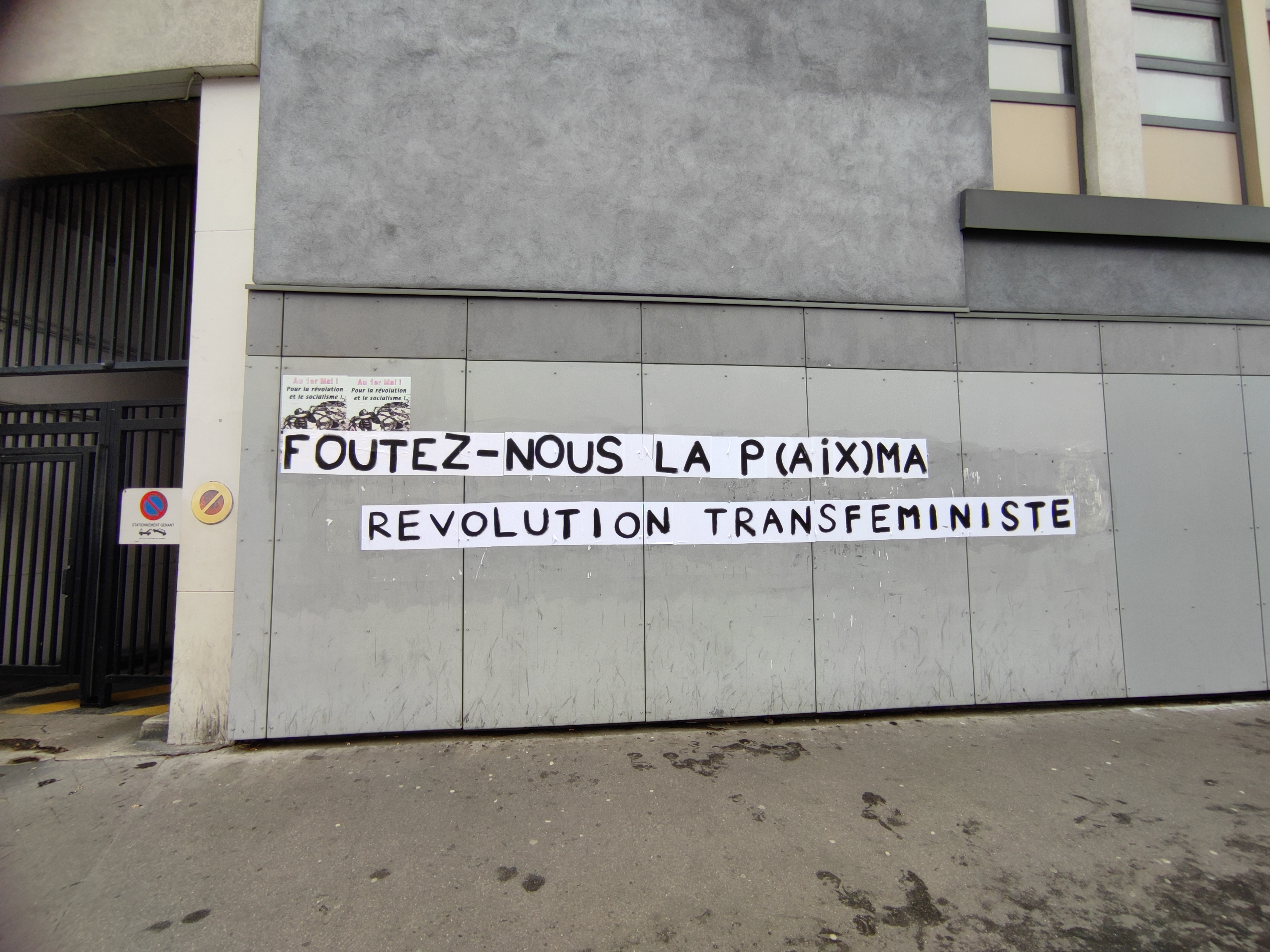
Collage foutez nous la p(aix)ma - révoltution transféministe" lors de la marche des fiertés de Paris 2021.

Saisi par le Groupe d’information et d’action sur les questions procréatives et sexuelles (Giaps) au moyen d'une question prioritaire de constitutionnalité, le Conseil Constitutionnel rend un avis le 8 juillet 2022 afin d'établir si l'article L 2141-2 du code de la santé publique, s'agissant du recours à l'Assistance médicale à la procréation, peut engendrer une discrimination. Son accès est, en effet, limité à : « tout couple formé d'un homme et d'une femme ou de deux femmes ou toute femme non mariée ». En l'occurrence, les hommes transgenres ayant effectué leur changement l’état civil et encore dotés d’un utérus ne pourraient en bénéficier. Il pourrait apparaitre une violation du principe d'égalité découlant de l'article 6 de la Déclaration des droits de l'homme et du citoyen de 1789 : la loi « doit être la même pour tous, soit qu'elle protège, soit qu'elle punisse ». Pour le Conseil Constitutionnel, « le principe d'égalité ne s'oppose ni à ce que le législateur règle de façon différente des situations différentes, ni à ce qu'il déroge à l'égalité pour des raisons d'intérêt général, pourvu que, dans l'un et l'autre cas, la différence de traitement qui en résulte soit en rapport direct avec l'objet de la loi qui l'établit ». Au regard de la loi adoptée, les hommes seuls ou en couple avec un homme y compris les hommes trans ayant gardé leurs capacités gestationnelles, en sont exclus,.

##### Autoconservation des gamètes
L'article L.2141-11 du Code de la santé publique prévoyant que « toute personne dont la prise en charge médicale est susceptible d'altérer la fertilité […] peut bénéficier du recueil et de la conservation de ses gamètes ou de ses tissus germinaux », des femmes trans françaises qui allaient réaliser une vaginoplastie ont demandé la conservation de leur sperme par des CECOS, mais essuyé un refus. L'association Arc en Ciel Toulouse a saisi le défenseur des droits en juin 2013, qui a conclu en octobre 2015 que la loi « doit pouvoir être interprété[e] comme permettant aux personnes qui s'engagent dans un parcours de transition de l'homme vers la femme, de se prévaloir de ses dispositions »,. Le défenseur des droits avait demandé leurs avis à l'Académie Française de Médecine, à l'agence de biomédecine et au Comité consultatif national d'éthique. Les deux premiers étaient plus que réservés,, le troisième ne s'est pas prononcé.

### Par milieu

#### Milieu du travail

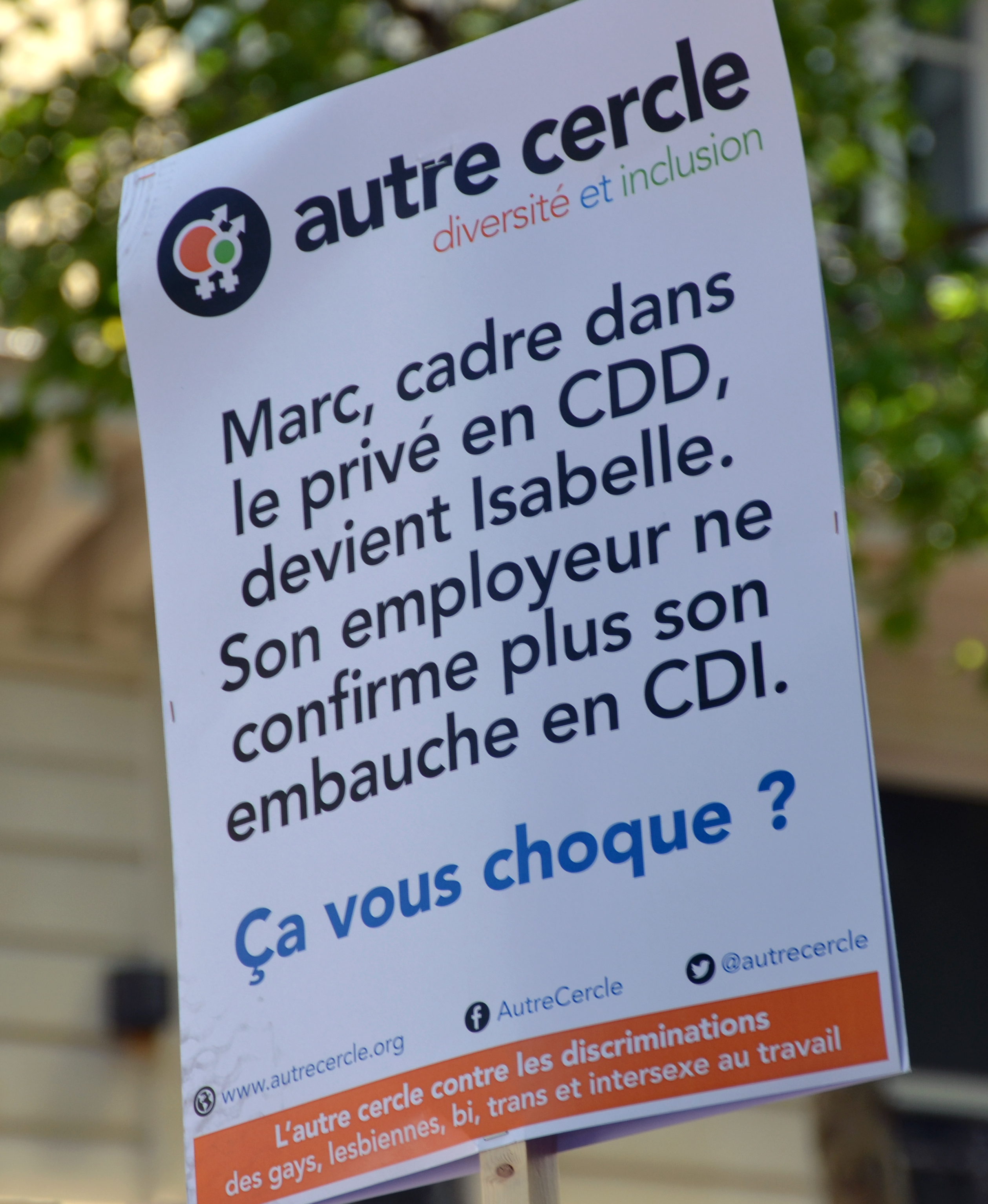
Pancarte contre la transphobie au travail, marche des fiertés de Paris 2015.

Plus de 80 % des salariés trans et non binaires ont connu des expériences négatives en rapport avec leur identité. 43 % font état de harcèlement sexuel et 47 % se sentent mis à l'écart par leurs collègues. Seulement 9 % des personnes trans et non binaires révèlent leur identité au travail. L’Agence des droits fondamentaux de l'Union européenne établit en 2019 pour la France les circonstances dans lesquelles les personnes trans déclarent avoir été discriminées: dans 16 % des cas au travail et 5 % dans le cadre de la recherche d'un emploi. Comparativement à huit pays étudiés, la France est dernière, dix points en dessous de la moyenne. Pour 80 % des recruteurs et 87% des candidats trans, il s'agit d'un obstacle à l'embauche selon une étude de 2023. La transidentité demeure un sujet tabou en entreprise. Des attitudes hostiles sont commises à l'égard des personnes transgenres.
Ainsi la même année, Syntia Dersoir, une salariée ayant publiquement annoncé sa transidentité à ses collègues du McDonald's de Segré-en-Anjou-Bleu, est victime de propos transphobes de la part de certains de ses managers. Le fastfood lui interdit également de travailler pendant deux jours car elle venait maquillée. À la demande de la direction, ses collègues ont l'obligation de l'appeler par son ancien prénom masculin. Des affiches placardées dans le restaurant invoquent la loi du 23 août 1794 (6 fructidor an II), rappelant faussement : « chaque personne doit être nommée par le prénom de son état-civil. » Certains salariés sont fermement repris pour avoir appelé leur collègue par son prénom féminin. L'utilisation d'un prénom d'usage dans un cadre interne n'enfreint pas ledit texte avait déjà jugé le Conseil d'État le 28 septembre 2022. En effet, le texte allégué prévoit expressément dans son article 1 : « Aucun citoyen ne pourra porter de nom ni de prénom autres que ceux exprimés dans son acte de naissance ». Il ne concerne pas le nomet/ou le prénom d’usage utilisé en dehors des actes officiels (acte public ou authentique ou dans un document administratif destiné à l’autorité publique). Quelques semaines plus tard, elle ne reprendra pas son poste et saisira l'inspection du travail, qui diligentera une enquête. Une audience de conciliation devant la juridiction prudhommale se déroule le 13 novembre 2023 à Angers. Celle-ci n'ayant pas abouti, une audience est fixée le 15 avril 2024 devant cette juridiction. Un dépôt de plainte est également effectué par la jeune femme. Le jugement est rendu le 24 juin 2024 par le conseil des Prud'hommes d'Angers. Il se prononce en faveur de Syntia Dersoir et condamne le McDonald's de Segré-en-Anjou-Bleu pour discrimination sexuelle liée à l'identité de genre et harcèlement moral. Dans ses attendus, le conseil des prud'homme rappelle : « En principe, l'identité de la personne est immuable. Mais depuis quelques années, le législateur (...) prend mieux en considération le respect de la vie privée et familiale. La procédure de changement de prénom a été simplifiée en ce sens », en particulier par la loi de la modernisation de la justice au XXIe siècle qui mentionne « l'intérêt légitime » dans le cadre du changement de prénom devant l'état civil (article 60 du code civil). À cela, s'ajoutent également la résolution 2048 de l’assemblée parlementaire du Conseil de l’Europe du 22 avril 2015 relative à la discrimination à l’encontre des personnes transgenres en Europe (art 6-2-1) et la jurisprudence de la CEDH. La salariée sera indemnisée à hauteur de 15 000 €,. Le fastfood renonce à interjeter appel avant la date limite portée au 24 juillet. Il s'agit du premier et seul procès à ce jour pour transphobie jugé par un conseil des Prudhommes en France.
L'Association pour l'emploi des cadres, en partenariat avec l'association l’Autre Cercle, soulignent le rôle clé des managers et des responsables RH en créant un cadre bienveillant sur ce sujet dans l’entreprise. Il peut s'inscrire dans une démarche d’inclusivité globale en rappelant qu'elle n'accepte aucune discrimination. L'encadrement pourra ainsi mieux gérer l’annonce au reste de l’équipe, décider du moment où la personne changera de prénom. Des démarches simples comme la modification des badges, des adresses mail, l’annuaire de l’entreprise afin d'inscrire le prénom de la personne, avant et/ou après le changement d’état civil permettront de sensibiliser les équipes. La personne concernée pourra aussi voir modifier le contrat de travail et ses fiches de paie en conséquence.

##### Forces armées
Le ministère des Armées se dit en 2017 « particulièrement attentif à la situation de ces personnels » et prévoit la rédaction d'un guide concernant le changement d'identité, afin de faciliter, au sein du ministère, les démarches administratives, médicales, auprès de l'unité d'emploi ainsi que l'identification, voire les voies de recours. Le Service de santé des armées est également concerné en ce qui concerne l'information à délivrer en matière de soutien médical et psychologique. Une gendarme depuis 20 ans, âgée de 42 ans, est nommée "référente égalité diversité" au sein de la Gendarmerie nationale dans le département de la Manche après avoir bénéficié d'une opération de réattribution sexuelle depuis 2 ans. Elle intervient auprès de ses collègues pour raconter son parcours et les former sur les questions de genre,.

#### Milieu scolaire

##### Éducation nationale

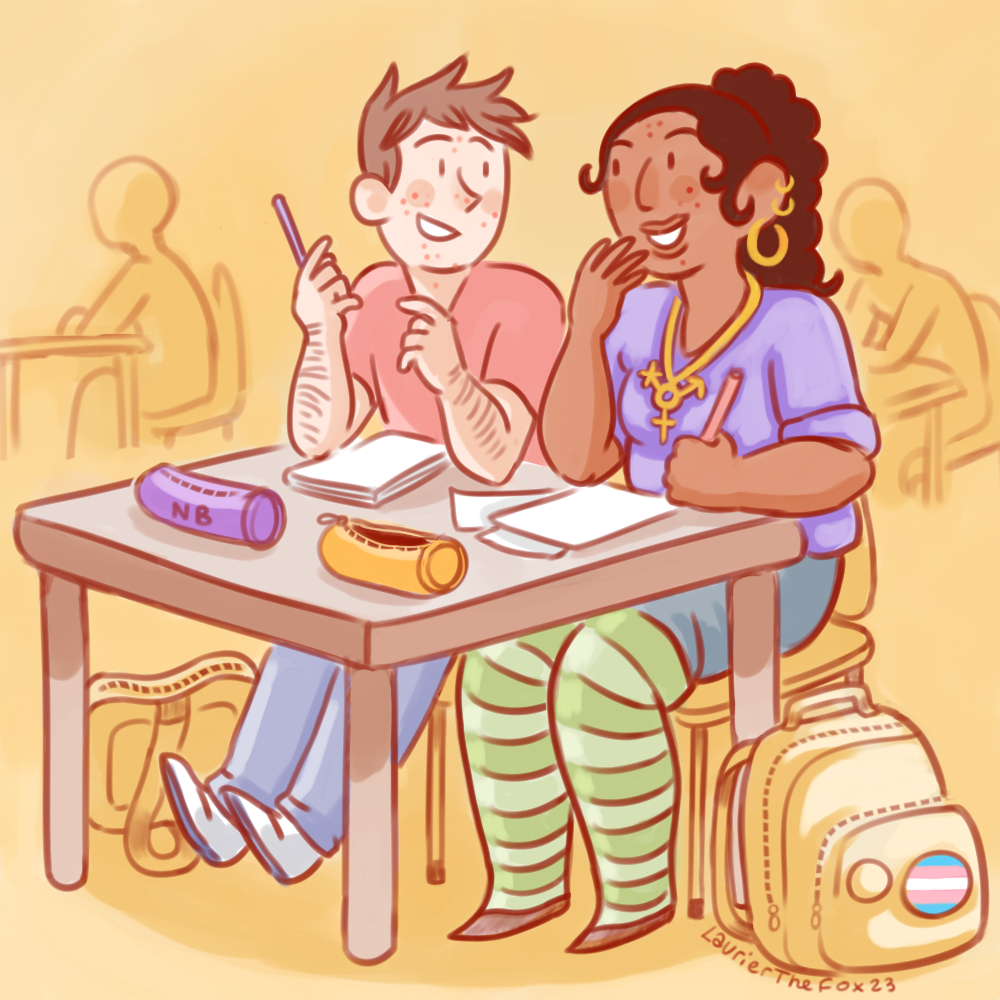
Illustration représentant des élèves transgenres en classe.

Les formations internes initiales et continues de l’Éducation nationale éludent quasiment les questions de sexualité, d’orientation sexuelle et d’identité de genre. D'autres aspects ne sont pas pris en compte: l’architecture scolaire (les toilettes, les cours de récréation) et la mise en œuvre général des “bonnes pratiques” d’accueil et d’inclusion des mineurs trans,. Un lycéen trans de Mont-de-Marsan témoigne de la possibilité de changer de prénom dans son établissement mais aussi des difficultés qu'il rencontre par ailleurs : l'accès au vestiaire des garçons ne lui est pas autorisé pour le sport, et il doit, en voyage scolaire, passer la nuit dans la chambre des filles. Tel autre garçon trans est noté en sport selon le barème des filles.
Le ministère de l'Éducation Nationale publie pour la rentrée 2021, une circulaire ayant : « pour objet de rappeler, dans le respect du droit commun, les règles à suivre pour prendre en compte les élèves transgenres et partager les bonnes pratiques qui ont pu être mises en œuvre dans des établissements scolaires en vue de faciliter leur accompagnement et les protéger, sans préjudice de ce que seront par ailleurs leurs parcours personnels ». Après le suicide d'une lycéenne française en cours de transition le 16 décembre 2020, le ministère de l'éducation nationale rappelle qu'il est possible de demander l'usage d'un prénom correspondant à son genre dans le cadre scolaire sans produire de certificat médical. Cet usage se limite aux documents non officiels tels que les listes d'appel, tous les documents officiels, comme les diplômes et bulletins de note, ne peuvent porter que le prénom qui figure sur l’acte de naissance. Contestée, cette circulaire est validée par le Conseil d'État en décembre 2023.
L’académie de Dijon organise en 2021 une journée de formation pour les enseignants afin de prévenir notamment la transphobie et de mieux connaitre l'identité de genre.

##### Enseignement supérieur
Le CROUS de Montpellier permet, depuis 2021, sur simple demande par mail aux étudiants de changer leur prénom d’usage figurant sur les documents de l’administration étudiante: notifications de bourses ou quittances de loyers,. Il est en aussi ainsi à l'Université de Tours après l'autorisation donnée par son Président. Elle crée en 2017 des toilettes neutres pour les étudiants transgenres. L'Université Bordeaux-Montaigne l'autorise également par une simple déclaration à renseigner sur un formulaire en ligne.

#### Milieu carcéral
Les personnes transgenres incarcérées peuvent bénéficier d'une hormonothérapie au sein des unités sanitaires en milieu pénitentiaire et d'un accompagnement pour leur changement d'état civil. Elles peuvent ainsi accéder à un établissement correspondant à leur identité de genre.[réf. nécessaire]
Cependant, un rapport de la branche française de l'Observatoire international des prisons, en 2021, souligne le mauvais traitement des personnes transgenres incarcérées en France. Leur présence dans des quartiers ne correspondant à leur genre entraine des railleries, des agressions verbales, physiques et sexuelles, ainsi qu'une privation de soins nécessaire à leur transition,. Il demande de mettre un terme aux fouilles par palpation ou à nu destinées à identifier le sexe anatomique. Pour les autres fouilles, elles doivent prendre en considération le principe général d’égal respect de la dignité des personnes transgenres, avec l'utilisation d’un magnétomètre, moins intrusif qu’une palpation, et la préférence exprimée par les détenus.
Le Contrôleur général des lieux de privation de liberté émet le 25 mai 2021 un avis détaillé relatif à la prise en charge des personnes transgenres dans les lieux de privation de liberté: formation des professionnels, respecter au quotidien de l'identité de genre des personnes privées de liberté, modalités de fouille, souhaits d'affectation, accompagnement des personnes qui souhaitent modifier leur état-civil, prise en charge sanitaire adaptée et transition médicalisée.
Dans son rapport d'activité 2022, la Contrôleuse générale des lieux de privation de liberté mentionne la rencontre d'une personne trans n'ayant pas effectué sa transition physiologique. Elle est placée à l’écart aussi bien des hommes que des femmes et se retrouve ainsi dans un isolement strict pour accomplir tous les actes de la vie courante. De plus elle est privée des services les plus élémentaires : ménage non effectué, linge non changé, impossibilité d’accéder librement à l’air libre. Cette situation, s'inscrit en violation de la loi et porte atteinte aux droits fondamentaux de cette personne. Cette condition fait l’objet d’un signalement particulier auprès du ministre de l’intérieur.
La maison d'arrêt de Fleury-Mérogis adapte en 2019 ses locaux et ses moyens à la condition de vie des détenus transgenres,. Une décision du tribunal judiciaire de Toulouse du 9 avril 2021 confirme le changement de sexe à l’état civil d'une détenue. Elle peut désormais occuper le quartier des femmes. Le personnel pénitentiaire considère que, comme les fouilles doivent se faire « entre personnes du même sexe », des femmes cis ne devraient pas avoir à fouiller une femme trans ayant un pénis.
Malgré ces constats et la pratique de certaines prisons, à Lille en 2022, une femme trans est incarcérée dans le quartier des hommes. Victime d'humiliations, elle se rebelle violemment contre un surveillant en le mordant. Elle est condamnée pénalement et internée dans un hôpital psychiatrique. La Cour administrative d'appel de Marseille en septembre 2022 censure le jugement du tribunal administratif de Toulon mettant en jeu la responsabilité de l'Etat subséquemment au suicide en 2015 par pendaison d'une détenue trans, âgée de 29 ans, incarcérée au centre pénitentiaire de La Farlède. Elle avait pourtant demandé à être placée à l'écart des autres détenus au regard de son identité de genre et de sa fragilité psychologique. Le tribunal administratif de Poitiers annule le 31 août 2023, la décision de la directrice de la prison de Saint-Martin-de-Ré interdisant à une détenue en cours de transition (MtF) de porter des vêtements féminins. L'État est condamné à verser la somme de 900 euros à la détenue afin de rembourser ses frais de procédure,.

#### Concours de beauté

##### Miss France
Geneviève de Fontenay en 2019, responsable du comité Miss France, se déclare hostile à la présence d'une Miss France transgenre. SOS homophobie dépose plainte contre elle, à la suite de cette déclaration, pour injure publique et provocation à la haine et à la discrimination en raison de l’identité de genre. Si elle réaffirme son opposition en 2021, en revanche, le règlement de Miss France Organisation ne s'y oppose pas selon sa directrice Sylvie Tellier, qui précise le règlement indique qu'une candidate ne doit : « pas avoir eu recours à la chirurgie plastique (exception faite d’une chirurgie uniquement réparatrice) », rendant compliqué l'inclusion des femmes trans. Élisabeth Moreno, ministre de l'Égalité entre les femmes et les hommes, de la diversité et de l'égalité des chance, prend position pour l'inclusion des femmes trans dans le concours.
Alexia Laroche-Joubert, nouvelle présidente du comité, engage la modification des règlements afin qu'ils incluent les femmes trans dans les faits. L'actrice Andréa Furet figure parmi les 12 finalistes du concours de Miss Paris 2023. Classée parmi les 4 premières le 19 juin 2022 au Lido, elle pourra participe au concours de Miss Île-de-France où elle finit deuxième derrière Adèle Bonnamour,.
Aëla Chanel est élue Miss Trans France pour l'année 2020,. Elle est candidate à l'élection de Miss Isère 2023 puis le cas échéant à celui de Miss Rhône-Alpes et de Miss France 2024,. Elle ne sera pas sélectionnée pour aller au-delà de la première étape. Le 22 avril 2023, Lara Dumas devient la première dauphine trans de Miss Haute-Vienne.

##### Autres concours généraux
Le projet d'organisation de l'élection d'une « miss écologie Réunion » en juillet 2020 exclut par son règlement les candidates ayant eu recours à la chirurgie plastique ou à des séances photos et captations audiovisuelles dénudées. Ce texte de facto écarte les femmes trans. Devant le tollé provoqué, les organisateurs retirent ces critères éliminatoires. Dans la cadre du concours Miss Université de la Polynésie française 2022, la lauréate est une femme trans. Il n'existe pas de précédent. Sur l'île du levant, le domaine naturiste d'Héliopolis élit pour la première fois depuis 1946 une Miss trans en 2022. Elle est Néerlandaise originaire des Philippines.

##### Concours spécifiques aux femmes trans
Depuis 2013, un concours élit une Miss Papillon en Kanaky-Nouvelle Calédonie. La gagnante de 2018 s’appelle Yelena Ouillemon. Elle est âgée de 28 ans et représente les trans de l'archipel.
La France est représentée par la chanteuse Louïz, originaire de La Réunion, à l'occasion de l'élection de Miss International Queen 2020,, élection réservée aux femmes trans. Elle remporte le Prix des talents organisé en parallèle de ce concours de beauté. Les candidates se produisent sur scène face au public et en direct à la télévision thaïlandaise. Elle porte une robe rappelant le drapeau arc-en-ciel. Elle remporte en 2021 le concours de l'élection Miss Trans France.
Kiara Aukara originaire de Papara (Tahiti) est élue Miss Vahine Tane 2022. Ce concours est réservé aux femmes trans de l'archipel de Tahiti.
La Polynésienne Khaleesy Mai, est élue Miss Trans France 2022-2023 le 17 octobre 2022 à Paris. Elle sera aussi chargée de défendre les droits des trans et de sensibiliser le grand public.

#### Vie quotidienne
Un homme ne peut effectuer un virement bancaire le 26 novembre 2022 pour payer son loyer ni dans l'agence fermée qui détient son compte bancaire ni dans une autre car la carte d’identité présentée ne correspond pas à son apparence. Il montre, en vain, son acte de naissance récent comportant à la fois son prénom féminin et son nouveau prénom masculin, prouvant à la fois son identité et sa situation de transition de genre. Il quitte l’agence sans avoir pu payer son loyer. La directrice de territoire de l'établissement bancaire lui présente, après l'intervention du défenseur des droits, notamment ses excuses et fait droit à sa demande de prise en considération de son nouveau prénom. Conséquemment, la civilité est modifiée sur le dossier client de la banque et par ailleurs une nouvelle carte bancaire et un chéquier sont établis.

#### Sport
La Fédération sportive LGBT+ diffuse la Charte Sport et Trans dans les clubs de sport en partenariat avec OUTrans et Acceptess-T afin de « faciliter et promouvoir l'inclusion des personnes trans et favoriser leur pratique sportive ». La charte "sport et trans" de 2016, en cours de révision, a pour objectif de faciliter et promouvoir l'inclusion des personnes trans et non binaires et de favoriser leur pratique sportive. Elle peut être adoptée par les clubs sportifs. L'article L100-1 du code du sport français prévoit : « la loi favorise un égal accès aux activités physiques et sportives, sans discrimination fondée sur le sexe, l'identité de genre (…) ». La présence de sportifs n'ayant pas bénéficié d'une opération de réattribution sexuelle dans les toilettes / douches / vestiaires suscite des débats. Amélie Oudéa-Castéra, ministre des Sports et des Jeux olympiques et paralympiques, et Bérangère Couillard, ministre déléguée chargée de l’Égalité entre les femmes et les hommes et de la Lutte contre les discriminations, lancent un comité d’experts, le 29 novembre 2023, à l’INSEP sur la transidentité dans le sport de haut niveau. Il est co-présidé par Sandra Forgues et Jean-François Toussaint. Il livrera ses conclusions et orientations aux ministres à la fin de l’année 2024, afin qu’elles puissent être discutées au sein des instances du CNOSF et du Comité paralympique et sportif français et avec les fédérations sportives nationales. Le cas échéant, elles seront mises en œuvre après les Jeux olympiques et paralympiques de Paris 2024.

### Acceptation sociale
L'acceptation des personnes trans est presque similaire entre villes et campagnes. Elles montrent aussi que si l’opposition aux droits des personnes trans est minoritaire en France, elle est en progression, avec une acceptation abstraite des droits des personnes trans, mais une acceptation concrète plus limitée. Comme aux États-Unis, et comme pour la défense des droits des personnes homosexuelles, les facteurs qui influent cette acceptation dépendent du fait de connaître des personnes trans (avoir des amis ou relations transgenres est rare, mais en progression (10 % selon Eurobaromètre 2019, contre 7 % en 2015), mais « va de pair avec une acceptation beaucoup plus importante des droits des personnes trans »), du genre (les femmes se montrent plus ouvertes que les hommes sur ce sujet), de l’âge, de la religion (qu'elle qu'elle soit) et du positionnement politique (les personnes de gauches, en moyenne, acceptent mieux la transidentité que celles de droite). Les jeunes et les femmes sont en moyenne plus favorables aux droits des personnes trans.
L’adoption de législations conservatrices ou, au contraire, progressistes comme en Espagne, sont sources de « polarisation » sur les réseaux sociaux.

### Transphobie

#### Meurtres de femmes trans

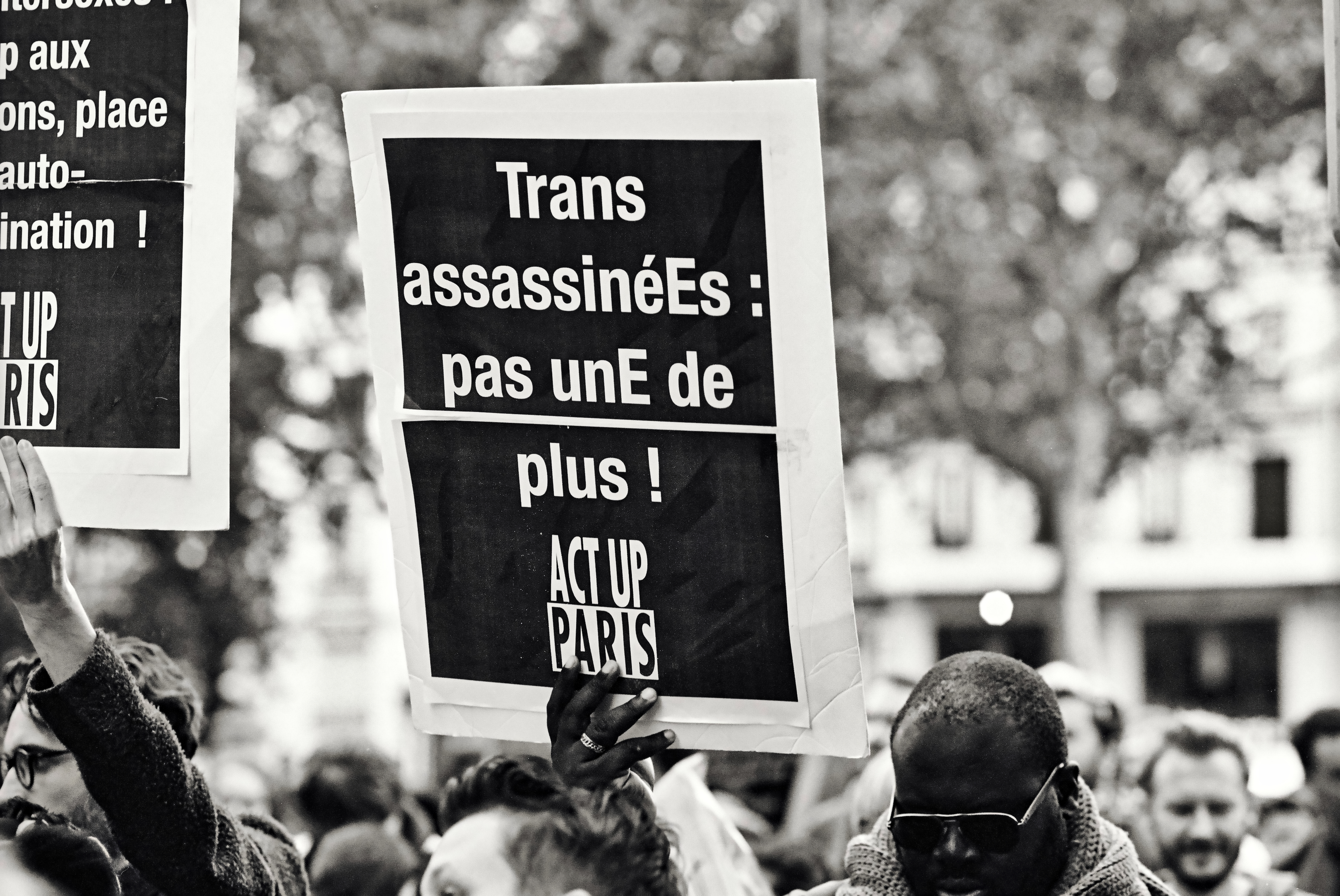
Pancarte d'Act-Up lors de l'Existrans 2017 contre les assassinats de personnes trans.

Depuis la fin des années 2010, une femme trans travailleuse du sexe, est assassinée chaque année en France, généralement migrante : c'est le cas de Vanesa Campos en 2018, Jessyca Sarmiento en 2020, Paula Migeon, Sasha et Ivana en 2021, Géraldine en 2024.
Les deux principaux accusés du meurtre de Vanesa Campos dans la nuit du 16 au 17 août 2018, dans le bois de Boulogne, sont condamnés à 22 ans de réclusion criminelle le 29 janvier 2022. Les jurés sont allés au-delà des réquisitions du parquet. Six autres accusés, sont également condamnés à des peines de prison inférieures.

#### Refus de soin
En 2023, un gynécologue de Pau refuse d'examiner une femme trans, tout en tenant des propos transphobes. À la suite de la mobilisation de SOS Homophobie, celui-ci présente ses excuses,.

#### Violences sexuelles
Devant la Cour d'assises de Paris le 16 mars 2021, débute le procès d'un homme poursuivi pour viol sur une prostituée trans sans titre de séjour. Il est condamné à 8 ans de prison après trois jours de procès,.

#### Violences physiques et verbales
Une jeune femme trans âgée de 31 ans est frappée et insultée sur la place de la République à Paris le 3 mars 2019, en marge d'une manifestation contre l'ex-président algérien Abdelaziz Bouteflika. L'auteur de faits est condamné à 10 mois de prison (dont 4 avec sursis) pour "violences volontaires sans incapacité totale de travail (ITT) commises à raison de l'identité de genre". Son sursis est assorti d'une mise à l'épreuve. Il a également interdiction d'entrer en contact avec la victime et de paraître aux abords de son domicile. Il est condamné à verser 3 500 euros à la jeune femme et 1 500 euros à trois associations de défense des droits des personnes LGBT, qui s'étaient portées parties civiles. Le 8 décembre 2020, au petit matin dans le centre de Bordeaux, une jeune femme trans, âgée de 25 ans sort d'une fête avec ses amis quand elle est attaquée verbalement et insultée par quatre personnes. Elle est poussée par-dessus un muret qui sépare la rue et l'accès pour les voitures d'un parking après avoir reçus plusieurs coups. Selon la police, la nature des propos tenus atteste qu'il s'agit bien d'une agression à caractère transphobe. Les auteurs sont condamnés à 6 mois de prison avec sursis, d’une obligation d’indemniser la victime et de suivre un stage de citoyenneté.
À Tarbes, après une soirée dans une discothèque le 13 novembre 2023, un homme cisgenre découvre que la femme qu'il a tenté de séduire est trans. A la sortie, il insulte et agresse avec deux autres personnes, un père de famille à bord d'un véhicule venu chercher sa fille et la jeune femme. Les trois agresseurs sont placés en garde à vue. Ils comparaîtront selon la procédure de composition pénale pour violences en réunion et injures publiques en raison de l’orientation sexuelle ou de l’identité de genre.

#### Discours
L'organisation ILGA pointe, dans son rapport de 2022, une augmentation des discours transphobes, en particulier dans les médias d'extrême droite (Valeurs Actuelles, CNews), de droite (Le Figaro), satiriste (Charlie Hebdo) ou souverainiste (Marianne). En particulier, les enfants trans sont le prétexte à des tribunes dénonçant une prétendue « idéologie trans ».

### Santé mentale
Le taux de suicides et de tentatives de suicides dans la population trans est d'ailleurs extrêmement élevé : en 2009, plus de 65 % des jeunes transgenres de 16 à 26 ans ont déjà envisagé le suicide, et près de 34 % ont déjà fait une ou plusieurs tentatives.

## Militantisme
Le militantisme trans français, qui se développe en parallèle d'autres luttes telles que la militance LGBT, la lutte contre le sida, l'engagement pour le mariage pour tous, les luttes intersexes ou le féminisme et plus particulièrement la libre disposition de son corps, apparaît après la seconde guerre mondiale. Il est traversé par des dynamiques d'autonomisation, par rapport notamment aux luttes homosexuelles et au travestissement mais surtout à la médecine, d'institutionnalisation, d'expertisation, d'internationalisation et de professionnalisation.

### ExisTransInter
L'ExisTransInter est une manifestation annuelle, « la marche des personnes trans et intersexes et de celles et ceux qui les soutiennent », organisée à Paris depuis 1997 par une coordination inter-associative. Les revendications concernent les droits des personnes trans et intersexes. Cette marche a eu lieu au mois d'octobre à Paris jusqu'en 2019, puis en mai à partir de 2022.

### Rassemblements en mémoire des victimes de transphobie

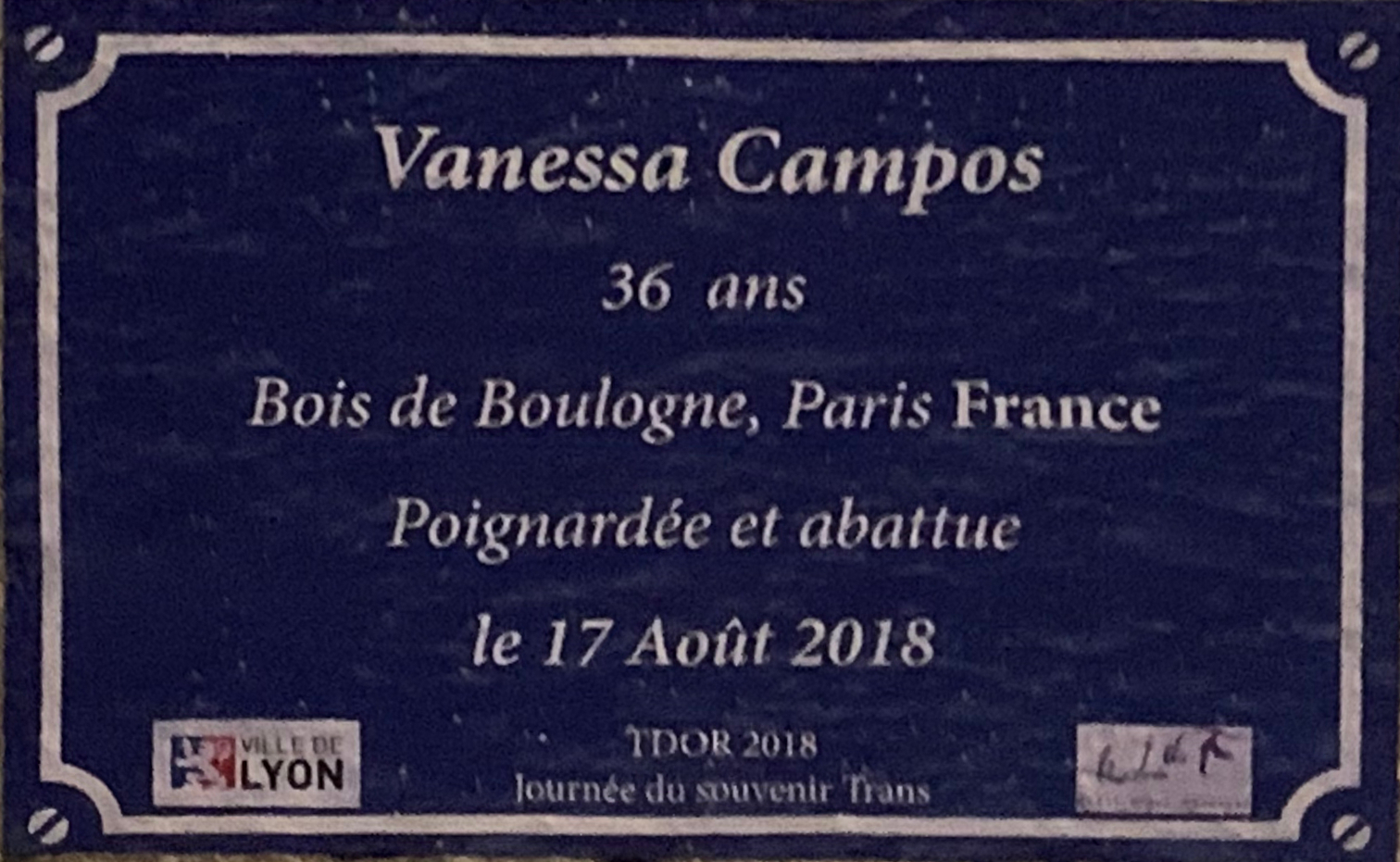
Fausse plaque de rue en hommage à Vanesa Campos collée lors de la journée du souvenir trans 2018 sur la place du Griffon de Lyon.

Le 24 août 2018, à la suite de l'assassinat de Vanesa Campos, femme trans prostituée originaire du Pérou, un rassemblement est organisé au bois de Boulogne, à Paris, lui rendant hommage et demandant justice pour toutes les victimes d'agressions transphobes. Ils sont une centaine à manifester, au même endroit, le samedi 29 février 2020, pour les mêmes raisons, à la suite de la mort de Jessyca Sarmiento, elle aussi femme trans migrante et prostituée assassinée.
Une mobilisation « La transphobie et la précarité tuent » est lancée par le syndicat Solidaires étudiant-e-s après le suicide de Doona Jué en 2020, qui avait été victime de transphobie à l'hôpital et par les oeuvres universitaires, qui l'ont menacée d'expulsion. Une trentaine de rassemblements sont organisés. À la suite du suicide d'Avril Mabchour, lycéenne française en cours de transition le 16 décembre 2020, qui avait été rappelée à l'ordre par la conseillère principale d’éducation lorsqu'elle s'était rendue au lycée en jupe, un hommage a lieu devant son lycée, organisé par ses camarades,.
Le 24 avril 2021, une centaine de personnes se réunit sur la place Saint-Thomas de Reims pour rendre hommage à Paula Migeon, assassinée à son domicile. Le 10 octobre de la même année, 200 personnes se réunissent Porte Dauphine en hommage à Ivana, elle aussi travailleuse du sexe et assassinée, mais aussi pour lutter contre les suicides des personnes trans.
La journée du souvenir trans, qui a lieu tous les 20 novembre, est l'occasion de rendre hommage à toutes les personnes trans tuées dans le monde en raison de leur identité.

### Tribunes
125 personnalités et militants signent un manifeste en juillet 2022 auprès de l'association "Grandir Trans", relayé par Libération, afin de permettre aux parents d'accompagner leurs enfants dans la bienveillance de leur ressenti de genre (le droit d’explorer son genre) et dans le respect de leur identité, nonobstant la garantie d'un accompagnement de qualité pour les parents,.

## Représentation

### Audiovisuelle
En 2024, Karla Sofía Gascón est la première femme trans à recevoir un prix d’interprétation féminine au festival de Cannes.
| Année | Titre                               | Importance du personnage trans | Format     | Nom du personnage | Identité du personnage    | Interprète            | Identité de genre de l'interprête | Commentaire |
| 2001  | Thelma                              | principal                      | film       | Thelma            | Femme trans               | Pascale Ourbih        | Trans                             | |
| 2004  | Wild Side                           | principal                      | film       | Stéphanie         | Femme trans               | Stéphanie Michelini   | Trans                             | |
| 2009  | Pigalle, la nuit                    | secondaire                     | série      | Erika             | Femme trans               | Stéphanie Michelini   | Trans                             | |
| 2009  | Vénus et Apollon                    | secondaire                     | série      | Anita,            | Femme trans               | Pascale Ourbih        | Trans                             | |
| 2010  | La Nouvelle Maud                    | secondaire                     | série      | Lulabelle         | Femme trans               | Pascale Ourbih        | Trans                             | |
| 2014  | Paris                               | secondaire                     | série      | Alexia            | Femme trans               | Sarah-Jane Sauvegrain | Cis                               | |
| 2015* | Alice Nevers, le juge est une femme | secondaire                     | série      | Béatrice          | Femme trans               | Ivan Gonzales         | Cis                               | Le personnage trans est la victime au centre de l'enquête. |
| 2015* | Candice Renoir                      | secondaire                     | série      |                   | Homme trans               |                       | Cis                               | |
| 2015  | Une nouvelle amie                   | principal                      | film       | Virginia          | Femme trans               | Romain Duris          | Cis                               | |
| 2017  | La Mante                            | secondaire                     | série      | La Mante          | Femme trans               | Frédérique Bel        | Cis                               | Le personnage trans est une femme trans tueuse en série qui tue les hommes qui ne souhaitent pas avoir de relation sexuelle avec elle.                                                                                 |
| 2017  | Lola Pater                          | principal                      | film       | Lola              | Femme trans               | Fanny Ardant          | Cis                               | |
| 2017  | Louis(e)                            | principal                      | série      | Louise            | Femme trans               | Claire Nebout         | Cis                               | |
| 2018  | Hippocrate                          | secondaire                     | série      | Laurin            | Homme trans               | Shawn Delair          | Trans                             | |
| 2018  | L'épreuve d'amour                   | principal                      | téléfilm   | Paul (morinom)    | Femme trans               | Fred Testot           | Cis                               | Le film est centré sur la réaction de la femme de Paul. |
| 2018* | Les Engagés                         | secondaire                     | série      | Elijah            | Homme trans               | Adrián De La Vega     | Trans                             | |
| 2018* | Plus belle la vie                   | secondaire                     | feuilleton | Antoine           | Homme trans               | Enola Righi           | Cis                               | Le personnage n'est désormais plus dans la série, l'ayant quitté pour aller vivre ailleurs. |
| 2019* | Demain nous appartient              | secondaire                     | feuilleton | Morgane           | Femme trans               | Marie Catrix          | Cis                               | |
| 2019  | Lola vers la mer                    | principal                      | film       | Lola              | Femme trans               | Mya Bollaers          | Trans                             | |
| 2019  | Mytho                               | secondaire                     | série      | Sam               | Femme trans               | Jérémy Gillet         | Cis                               | |
| 2020  | A Good Man                          | principal                      | film       | Benjamin          | Homme trans               | Noémie Merlant        | Cis                               | |
| 2020  | Miss                                | principal                      | film       | Alex              | Femme trans               | Alexandre Wetter      | Inconnue                          | |
| 2020* | Skam France, saison 6               | secondaire                     | série      | Max               | Homme trans               | Sohan Pague           | Trans                             | |
| 2021  | Alex Hugo                           | secondaire                     | série      | Julia             | Femme trans               | Andréa Furet          | Trans                             | |
| 2021  | Il est elle                         | secondaire                     | téléfilm   | Emma              | Femme trans               | Andréa Furet          | Trans                             | |
| 2021* | Skam France, saisons 7 et 8         | secondaire                     | série      | Max               | Homme trans               | Sohan Pague           | Trans                             | |
| 2022  | Chair tendre                        | principal                      | série      | Sasha             | Femme intersexe           | Angèle Metzger        | Cis                               | |
| 2022* | HPI                                 | secondaire                     | série      |                   | Femme trans               | Gwenaëlle             | Trans                             | Le personnage trans est la victime au centre de l'enquête. Supposée morte au début de l'épisode, il est révélée qu'elle a fait croire à sa mort pour partir vivre sa vie ailleurs, loin de ses parents qui la rejette. |
| 2022* | La Faute à Rousseau                 | secondaire                     | série      | Léna              | Femme trans               | Andréa Furet          | Trans                             | Le personnage de Léna est présent tout au long de la saison et a un épisode entièrement consacré à son dilemme : faire une opération de réassignation sexuelle comme prévu ou la remettre à plus tard.                 |
| 2023  | Orlando, ma biographie politique    | principal                      | film       | Orlando           | Plusieurs personnes trans | multiples             | Trans                             | |
| 2023  | Salade grecque                      | secondaire                     | série      | Noam              | Homme trans               | Amir Bailly           | Trans                             | |
| 2023* | Skam France                         | secondaire                     | série      | Cléo              | Non-binaire               | Alma Schmitt          | Inconnue                          | |
| 2023  | Un homme heureux                    | principal                      | film       | Eddy              | Homme trans               | Catherine Frot        | Cis                               | |

*année où le personnage trans est présent

### Générale
: document utilisé comme source pour la rédaction de cet article.
- Collectif, Anthologie transfem #1 : Écrire pour les sœurs, Grenoble, Les Grillages, 2023, 188 p. (ISBN 978-2-9578582-1-7).
- Bastien Pouy-Bidard, Transidentités en éducation physique et sportive (EPS), L'Harmattan, coll. « Série masters », 2023 (ISBN 978-2-14-030087-5).
- Mika Alison, Vivre sa transidentité à l’école - Parcours et point de vue d’une transeignante, Double Ponctuation, 2022, 150 p. (ISBN 978-2-490855-44-5).
- Joan Bienaimé, Les personnages transmasculins dans la littérature française du XXIe siècle : le cas de la bande dessinée et du roman, Lille, Sciences Po Lille (mémoire de master 1), 2022, 139 p. [Big Tata].
- Arnaud Alessandrin, Sociologie des transidentités, Le Cavalier Bleu, 2021 (ISBN 979-10-318-026-33). .
- Collectif, Afrotrans : Perspectives, entretiens, poésie, Cases Rebelles Éditions, 2021, 288 p. (ISBN 978-2-9574815-1-4).
- Jenny Latreille, Trans en France : Histoire des personnes trans en France et ailleurs d'autrefois à nos jours, 2018, 249 p. (ISBN 978-2-87557-350-6).
- Maroua Marmouch, Transgenres en Nouvelle-Calédonie. Discussions intimes sur des parcours de vie wallisiens et quelques parcours Kanak, Thèse de doctorat en Anthropologie sociale et ethnologie - EHESS, 2015, 220 p. (présentation en ligne).
- Maxime Foerster, Elle ou lui? : une histoire des transsexuels en France, 2012 (ISBN 978-2-84271-400-0 et 2-84271-400-8, OCLC 795628319). .
- Karine Espineira et Arnaud Alessandrin, La transphobie, 2014 (lire en ligne).
- Louis Gooren (dir.) et Joseph Doucé (dir.), La question transsexuelle, Lumière et justice, 1986 (ISBN 978-2906033016).
- Colette Piat, Elles… "les travestis" : La vérité sur les transsexuels, Presses de la Cité, 1978 (ISBN 978-2258003897).
- (en) Romain Chareyron (dir.), Trans Identities in the French Media: Representation, Visibility, Recognition, Rowman & Littlefield, 2022, 188 p. (ISBN 978-1-66690-026-2).

### Vidéographie
- 2019 et 2021 Océan, France.tv Slash, documentaire autobiographique sur la transition d'Océan
- 2 décembre 2020 Petite Fille de Sébastien Lifshitz documentaire de 83 minutes[49]
- 11 mai 2021 « Transidentité le combat pour être soi » présenté par Olivier Delacroix et Julie Ledru pour le magazine Ils font bouger les lignes de France 5[p 138]
- 23 juin 2021 « Transidentité: la fin d'un tabou ? » présenté par Jean-Pierre Gratien pour le magazine Débadoc de LCP[g 37]
- 22 juillet 2021 « Je suis Sofia » de Silvia Luzi documentaire de 60 minutes sur LCP[g 38]

### Autobiographies
- J'ai choisi mon sexe (1954), de Michel-Marie Poulain (rédigé par Claude Marais)
- Elle est lui (1963), de Coccinelle (rédigé par Mario A. Costa)
- L'Étiquette (1971), de Barbara Buick
- Histoire de Jeanne transsexuelle (1980), de Jeanne Nolais (avec Catherine Rihoit)
- La prise de robe. Itinéraire d'une transsexualité vécue (1982), d'Ovida Delect
- Je serai elle (1983), de Sylviane Dullak
- L'inversion du sujet (1986), d'Élodie Barrière
- Coccinelle par Coccinelle (1987), de [Coccinelle
- Le saut de l'ange (1987), de Maud Marin (avec Marie-Thérèse Cuny)
- Diane (1987), de Diane
- Appelez-moi Gina (1994), de Georgine Noël
- La vocation d'être femme (1996) d'Ovida Delect
- Simone par Simone (1997), de Simone (avec Jean-Paul Feuillebois)
- Rencontre du troisième sexe (1999), de Sandra Dual
- Mon corps en procès (1999), de Ludwig Trovato
- Carnet de bord d'un steward devenu hôtesse de l'air (2001), d'Andréa Colliaux
- Jocelyne (2001), de Jocelyne (avec Florence Haguenauer)
- Circonstances atténuantes (2002), de Claudia Tavares
- Un sujet de conversation (2004), de Sophie Simon
- Marie parce que c'est joli (2007), de Marie-Pierre Pruvot
- Transsexuelle et convertie à l'Islam (2010), d'Alexandra Cerdan (avec Betty Peyrade)
- Mauvais genre (2011), d'Axel Léotard
- Devenir celle que je suis (2011), de Delphine Philbert
- Mémoires d'une transsexuelle (2012), de Marie Édith Cypris
- D'un corps à l'autre (2013), d'Olivia Chaumont
- Choisir de vivre (2016), de Mathilde Daudet
- Je suis une poupée gigogne (2017), d'Armonia Zyra
- Homme un jour, femme toujours (2018), de Clarisse
- Je m'appelle Eliott (2018), d'Eliott Ide
- Femme (2018), d'Inès Rau
- On n'a que deux vies (2019), d'Adel Tincelin
- MEC. Un vécu transgenre sans tabou (2019), de Christophe Aiguier
- Ce corps n'était pas le mien (2020), de Béatrice Denaes
- La fin des monstres (2023), de Tal Madesta